# Albert (Somme)
Pour les articles homonymes, voir Albert.
Albert (en picard: Albèrte ou Inque) est une commune française située dans le département de la Somme en région Hauts-de-France.
Il s'agit de la troisième ville du département par sa population après Amiens et Abbeville.
Albert est le siège de la communauté de communes du Pays du Coquelicot et la principale ville industrielle de la vallée de l'Ancre.

## Géographie

### Localisation
Albert est située au nord-est du département de la Somme, au centre de la région Hauts-de-France, à 28 km à l'est d'Amiens et 33 km au sud d'Arras, ainsi qu'à environ 45 km de Cambrai, 50 km de Saint-Quentin, 75 km de Lille et 130 km de Paris à vol d'oiseau.
La ville se trouve à l'intersection de la rivière Ancre et de l'ancienne voie romaine reliant Amiens à Bapaume.

#### Communes limitrophes
Les communes limitrophes sont  Aveluy, Bouzincourt, Bécordel-Bécourt, Dernancourt, Mesnil-Martinsart, Millencourt, Méaulte et Ovillers-la-Boisselle.
| Bouzincourt            | Aveluy Mesnil-Martinsart | Ovillers-la-Boisselle     |
| Millencourt Laviéville | Albert                   | Bécordel-Bécourt Fricourt |
|                        | Méaulte Dernancourt      |                           |

### Géologie et relief
La superficie de la commune est de 13,80 km2 ; son altitude varie de 42  à   121 mètres.
Albert est située dans la vallée de l'Ancre.
Albert est située sur un terrain marécageux. La tourbe noire recouvre le tuf de formation aqueuse par pétrification. Les versants de la vallée reposent sur un massif calcaire.
La superficie de la commune est de 1 380 hectares, ce qui en fait une petite commune puisque la superficie moyenne d'une commune de France métropolitaine est de 1 510,2 hectares,

### Hydrographie

#### Réseau hydrographique
La commune est située dans le bassin Artois-Picardie. Elle est drainée par l'Ancre et divers autres petits cours d'eau.
Albert se trouve sur un terrain marécageux traversé par plusieurs bras de l'Ancre, affluent droit du fleuve côtier la Somme, et avec une chute de sept mètres dans le jardin public. L'Ancre, d'une longueur de 37 km, prend sa source dans la commune de Miraumont et se jette  dans la Somme canalisée à Aubigny, après avoir traversé 21 communes.
L'Ancre est séparé du ruisseau de Méaulte dit le Fossé par un talus qui domine à 40 m au-dessus de la vallée de l'Ancre, c'est le Montalot sur lequel les premières habitations et le château se sont construits.
On y trouve également des étangs, dits du Vélodrome, au nord du territoire communal.
À la fin du XIXe siècle, certaines nappes phréatiques contenaient de l'eau séléniteuse et du carbonate de chaux.

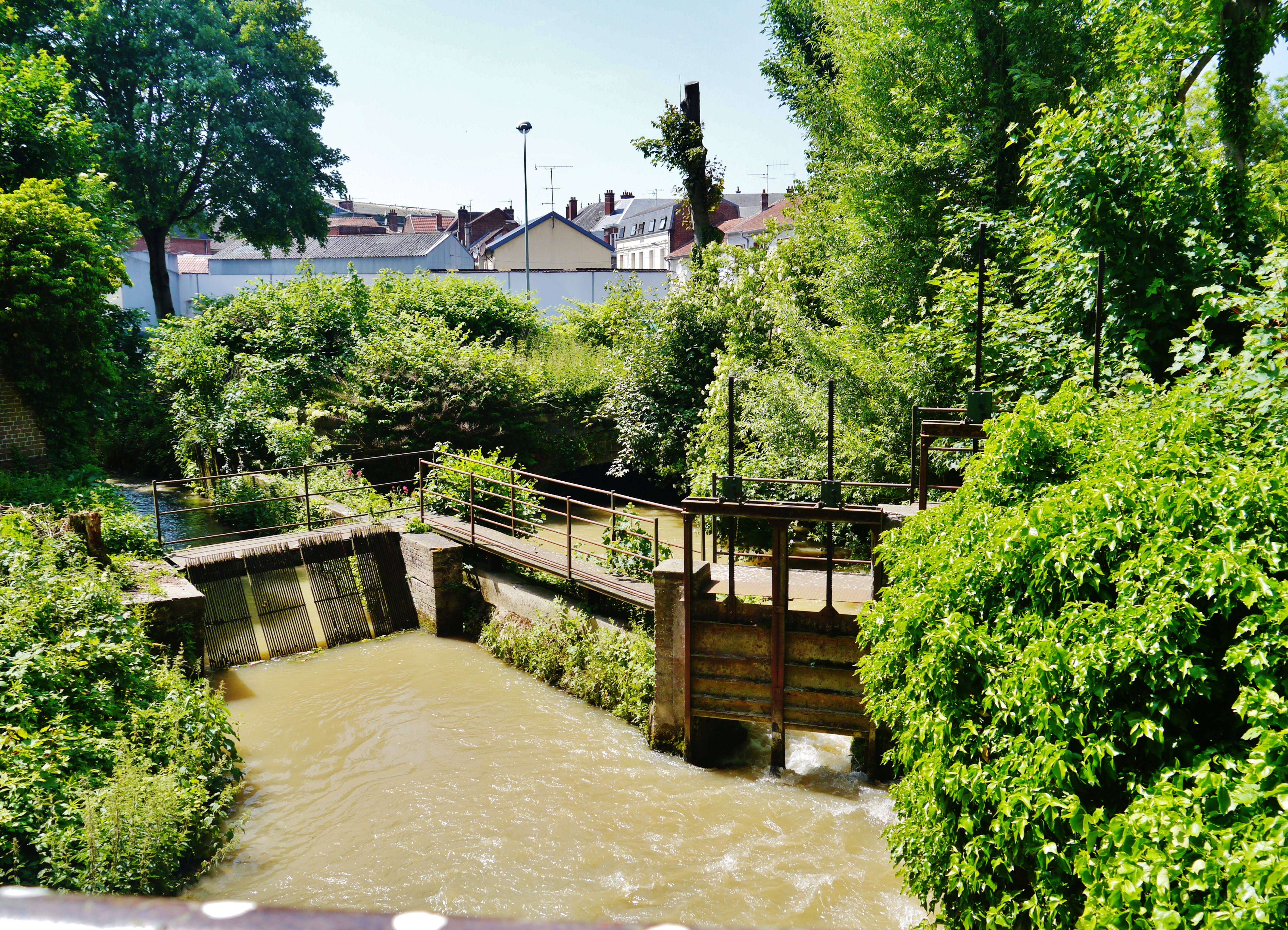
L'Ancre à Albert.
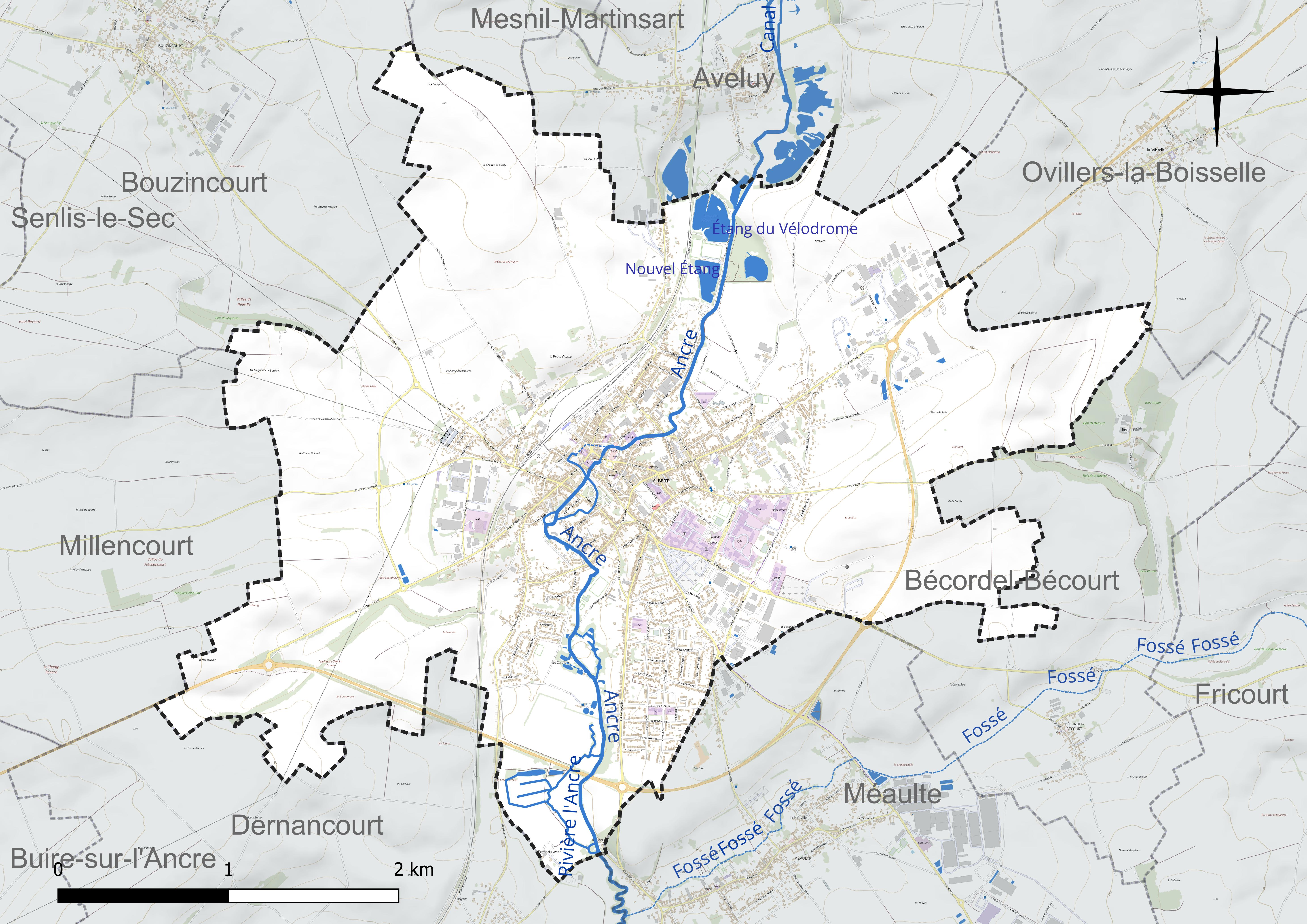
Réseau hydrographique d'Albert.

Deux plans d'eau complètent le réseau hydrographique : l'étang du Vélodrome (4,5 ha) et Nouvel étang (2,2 ha),.

#### Gestion et qualité des eaux
Le territoire communal est couvert par le schéma d'aménagement et de gestion des eaux (SAGE) « Somme aval et Cours d'eau côtiers ». Ce document de planification concerne un territoire de 1 835 km2 de superficie, délimité par le bassin versant de la Somme canalisée. Le périmètre a été arrêté le 29 avril 2010 et le SAGE proprement dit a été approuvé le 6 août 2019. La structure porteuse de l'élaboration et de la mise en œuvre est le syndicat mixte d'aménagement hydraulique du bassin versant de la Somme (AMEVA).
La qualité des cours d'eau peut être consultée sur un site dédié géré par les agences de l'eau et l'Agence française pour la biodiversité.

### Climat
Pour des articles plus généraux, voir Climat des Hauts-de-France et Climat de la Somme.
En 2010, le climat de la commune est de type climat océanique dégradé des plaines du Centre et du Nord, selon une étude du CNRS s'appuyant sur une série de données couvrant la période 1971-2000. En 2020, Météo-France publie une typologie des climats de la France métropolitaine dans laquelle la commune est exposée à un climat océanique et est dans la région climatique Nord-est du bassin Parisien, caractérisée par un ensoleillement médiocre, une pluviométrie moyenne régulièrement répartie au cours de l'année et un hiver froid (3 °C).
Pour la période 1971-2000, la température annuelle moyenne est de 10,5 °C, avec une amplitude thermique annuelle de 14,6 °C. Le cumul annuel moyen de précipitations est de 752 mm, avec 12 jours de précipitations en janvier et 8,4 jours en juillet. Pour la période 1991-2020, la température moyenne annuelle observée sur la station météorologique la plus proche, située sur la commune de Méaulte à 2 km à vol d'oiseau, est de 10,7 °C et le cumul annuel moyen de précipitations est de 730,3 mm,. Pour l'avenir, les paramètres climatiques de la commune estimés pour 2050 selon différents scénarios d'émission de gaz à effet de serre sont consultables sur un site dédié publié par Météo-France en novembre 2022.
| Mois                                  | jan.           | fév.           | mars          | avril         | mai             | juin           | jui.           | août           | sep.         | oct.          | nov.            | déc.           | année      |
| ------------------------------------- | -------------- | -------------- | ------------- | ------------- | --------------- | -------------- | -------------- | -------------- | ------------ | ------------- | --------------- | -------------- | ---------- |
| Température minimale moyenne (°C)     | 1,1            | 1,2            | 3,3           | 5,1           | 8,2             | 11             | 12,9           | 13             | 10,5         | 7,6           | 4,3             | 1,8            | 6,7        |
| Température moyenne (°C)              | 3,6            | 4,2            | 7,2           | 9,9           | 13,2            | 16,1           | 18,3           | 18,5           | 15,2         | 11,2          | 7               | 4,1            | 10,7       |
| Température maximale moyenne (°C)     | 6              | 7,1            | 11,1          | 14,7          | 18,2            | 21,2           | 23,6           | 23,9           | 20           | 14,9          | 9,7             | 6,4            | 14,7       |
| Record de froid (°C) date du record   | −13,7 17.01.13 | −13 07.02.1991 | −9,1 13.03.13 | −4,7 07.04.21 | −1,6 07.05.1997 | 1,4 05.06.1991 | 4,8 04.07.1990 | 5,7 24.08.1993 | 2,1 30.09.18 | −4,3 29.10.03 | −8,5 24.11.1998 | −13,6 18.12.10 | −13,7 2013 |
| Record de chaleur (°C) date du record | 14,8 09.01.15  | 18,5 26.02.19  | 23,1 31.03.21 | 26,6 29.04.10 | 30,3 27.05.05   | 34,1 18.06.22  | 40,8 25.07.19  | 38,2 06.08.03  | 34 15.09.20  | 28 01.10.11   | 19,8 06.11.18   | 15,8 30.12.22  | 40,8 2019  |
| Précipitations (mm)                   | 61,2           | 49,9           | 53,5          | 43,3          | 58,7            | 56,7           | 60,7           | 64,7           | 55,9         | 69,6          | 72,1            | 84             | 730,3      |

## Urbanisme

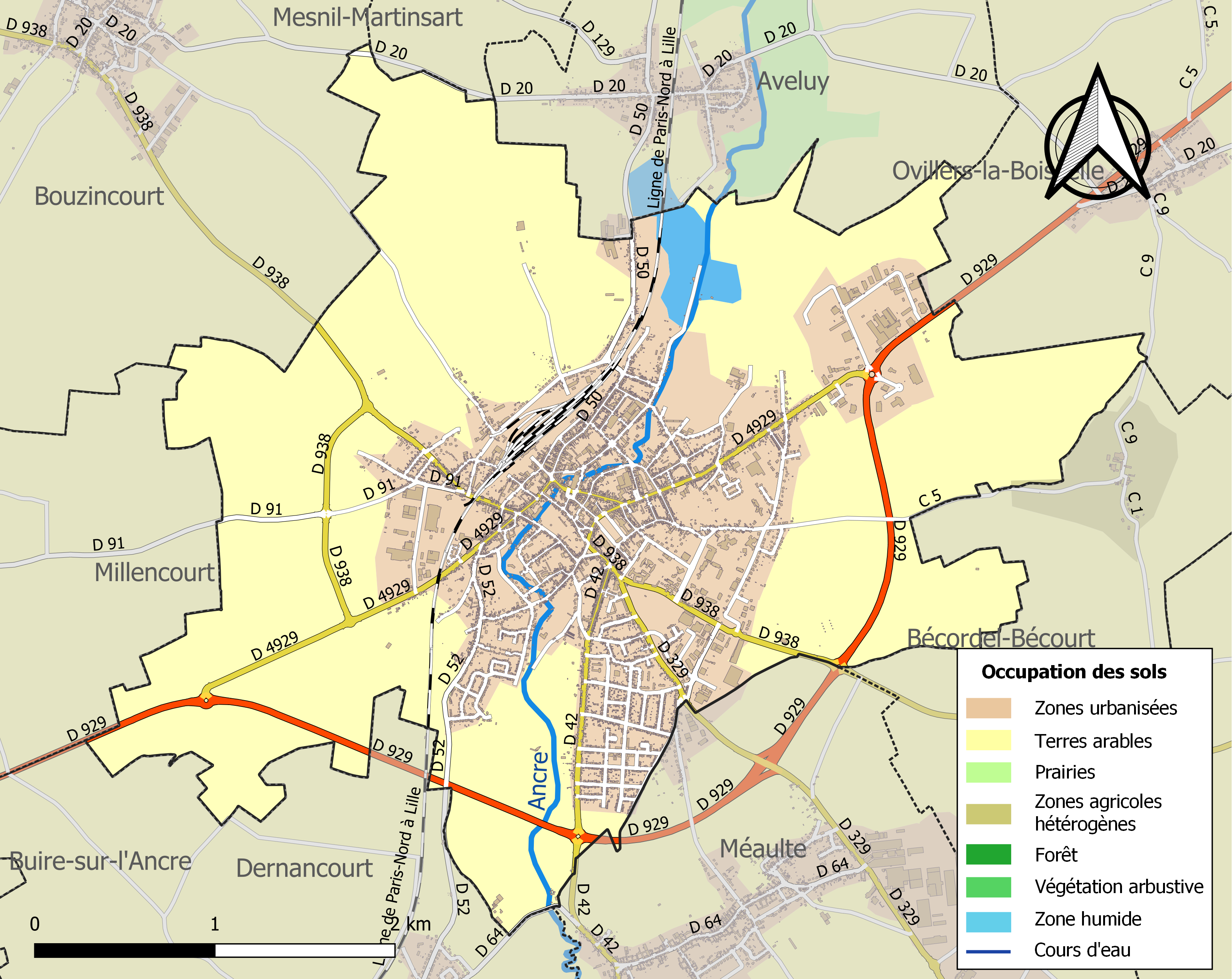
Carte des infrastructures et de l'occupation des sols de la commune en 2018 (CLC).

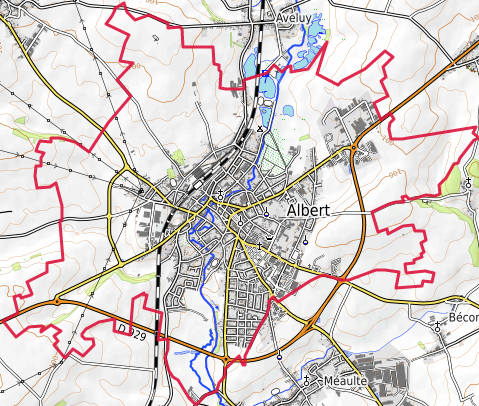
Carte topographique de la commune en 2021

### Typologie
Au 1er janvier 2024, Albert est catégorisée centre urbain intermédiaire, selon la nouvelle grille communale de densité à sept niveaux définie par l'Insee en 2022.
Elle appartient à l'unité urbaine d'Albert, une unité urbaine monocommunale constituant une ville isolée,.
Par ailleurs la commune fait partie de l'aire d'attraction d'Amiens, dont elle est une commune de la couronne,. Cette aire, qui regroupe 369 communes, est catégorisée dans les aires de 200 000 à moins de 700 000 habitants,.

### Occupation des sols
L'occupation des sols de la commune, telle qu'elle ressort de la base de données européenne d'occupation biophysique des sols Corine Land Cover (CLC), est marquée par l'importance des territoires agricoles (65,8 % en 2018), en diminution par rapport à 1990 (73,7 %). La répartition détaillée en 2018 est la suivante : terres arables (65,8 %), zones urbanisées (29,2 %), zones industrielles ou commerciales et réseaux de communication (3,6 %), eaux continentales (1,4 %).
L'évolution de l'occupation des sols de la commune et de ses infrastructures peut être observée sur les différentes représentations cartographiques du territoire : la carte de Cassini (XVIIIe siècle), la carte d'état-major (1820-1866) et les cartes ou photos aériennes de l'IGN pour la période actuelle (1950 à aujourd'hui).

### Morphologie urbaine
Après 1918, la reconstruction de la ville a profondément transformé sa physionomie. Le viaire a été remodelé en respectant grosso modo l'ancien tracé de la voirie mais en élargissant les rues. La ville a été entièrement reconstruite en brique avec un alignement des trois monuments phares de la ville, la gare, la basilique, l'hôtel de ville. L'habitat est très majoritairement constitué de maisons individuelles. Quelques immeubles divisés en appartements ont été construits dans les années 1960.

#### Lieux-dits et écarts
Belle Entrée, Brebière, Étangs du Vélodrome, Falaises du chemin d'Amiens, Ferme du Vivier, Fief de la Prée, l'Ancre, la Croisette, la Grande Prairie, la Justice, la Petite Vitesse, le Bosquet, le Champ des Baillets, le Champ Roland, le Champ Tassin, le Chemin Croisé, le Chemin de Mailly, le Cul Éventé, le Dessus des Vignes, le Fief Taulvoy, le Vivier, les Bernamonts, les Caraïbes, les Cinquante de Boulant, Montalot, Nouvel Étang, Pont d'Aveluy, Rouillon Bulté, Vallée des Pauvres, Vallée Sellier.

### Habitat et logement
En 2021, le nombre total de logements dans la commune était de 5 151, alors qu'il était de 5 108 en 2016 et de 4 967 en 2011.
Parmi ces logements, 88,3 % étaient des résidences principales, 1 % des résidences secondaires et 10,7 % des logements vacants. Ces logements étaient pour 72,7 % d'entre eux des maisons individuelles et pour 27 % des appartements.
Le tableau ci-dessous présente la typologie des logements à Albert en 2021 en comparaison avec celle de la Somme et de la France entière. Une caractéristique marquante du parc de logements est ainsi la faible proportion des résidences secondaires et logements occasionnels (1 %) par rapport au département (8,4 %) et à la France entière (9,7 %).
| Typologie                                               | Albert | Somme | France entière |
| ------------------------------------------------------- | ------ | ----- | -------------- |
| Résidences principales (en %)                           | 88,3   | 83,1  | 82,2           |
| Résidences secondaires et logements occasionnels (en %) | 1      | 8,4   | 9,7            |
| Logements vacants (en %)                                | 10,7   | 8,5   | 8,1            |

#### Transports et communication
La route départementale 929 relie Amiens à Bapaume en passant par Albert (tronçon de l'ancienne route nationale 29 qui reliait Yvetot à la Belgique). La route contourne la ville pour éviter d'en traverser le centre. Albert est également située à proximité de l'autoroute A 1, entre Paris et Lille, qui la dessert par le biais des sorties 13 et 14.
La ville est desservie par les lignes d'autocars no 39 (Albert - Péronne) et no 38 (Albert - Bray-sur-Somme - Péronne) du réseau inter-urbain Trans'80, Hauts-de-France, chaque jour de la semaine sauf le dimanche et les jours fériés.
La commune dispose de la gare d'Albert sur la ligne de Paris-Nord à Lille, desservie par des missions TER Hauts-de-France.
L'aéroport Albert-Picardie développé et inauguré en 2007, succède à l'aérodrome d'Albert-Bray, lui-même évolution de l'aérodrome privé des Usines H. Potez. Il dispose d'une piste de 2,2 km sur 45 mètres de large orientée est-ouest.

## Toponymie

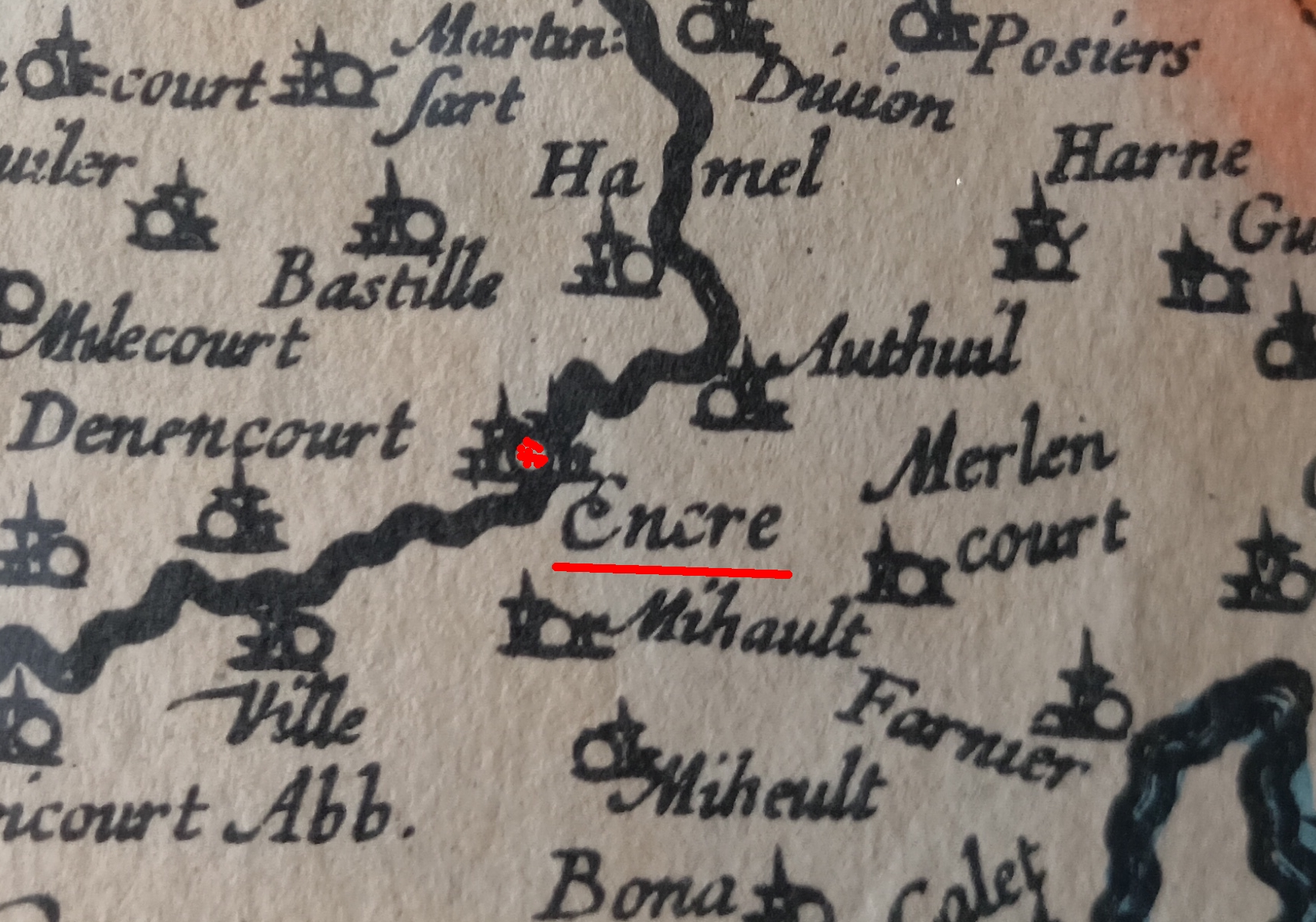
Sur une carte de la Picardie de 1620, Albert se nommait Encre.

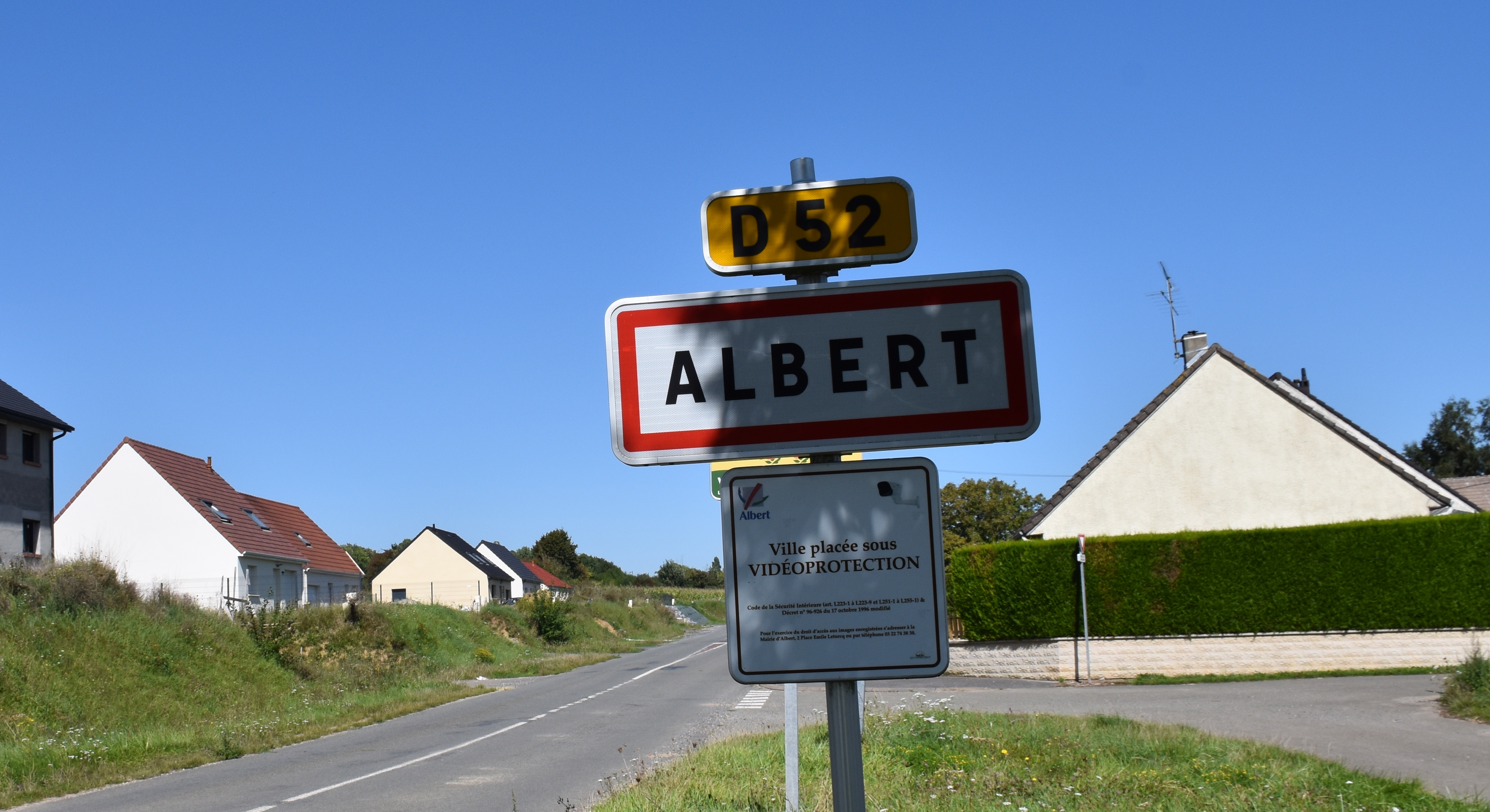
Une entrée de la commune.

Le nom de la localité est attesté sous les formes Incra en 860 (Dans un manuscrit décrivant les nombreux miracles de saint Riquier) ; Encra en 870 ; Enchrias en 1115 ; Encres en 1136 ; Enchra en 1144 ; Ancora en 1150 ; Ecrembatis en 1160 (lire sans doute *Ecrembacis) ; Encre en 1186 ;  Ekrembacis au XIIIe siècle (rôle des fieffés de l'abbaye Saint-Pierre de Corbie) ; Incra en 1219, on trouve aussi Encra et Anchora, puis Ancre en 1265 (Dans un arrêté du parlement de Paris) ; Ancre en 1314 ; Encre jusqu'au XVIIe siècle ; Albert en 1620 ; Encre dit Albert en 1733.
Albèrte ou aussi Inque qui s'est aussi maintenu en picard.
Au XVIIe siècle, lorsque Concino Concini, favori de la reine Marie de Médicis, devint marquis d'Encre. Il signait « Marquis d'Ancre » et prit le titre de maréchal d'Ancre, nom sous lequel il est connu dans l'histoire, lorsqu'il devint maréchal de France
Après la chute de Concini en 1617, la seigneurie d'Ancre fut donnée à Charles d'Albert de Luynes, favori de Louis XIII, et cheville ouvrière de l'assassinat de Concini. Charles d'Albert de Luynes obtint du roi que la commune d'Ancre prît le nom d'Albert en 1620. Le toponyme Albert pourrait venir des Alberti, une famille florentine.

## Histoire

### Préhistoire
Un tumulus connu sous le nom de Minon Castel, situé à proximité d'Albert, en venant d'Amiens, tend à prouver l'existence d'une occupation humaine du site d'Albert, à l'époque néolithique.

### Antiquité
La voie romaine reliant Samarobriva (Amiens) à Bagacum Nerviorum (Bavay) passait par le site sur lequel s'est construite la ville d'Albert. Des substructions près de la voie romaine furent retrouvés à 2 km du centre-ville d'Albert.

### Moyen Âge
Il n'y a pas trace, dans les textes anciens, de l'existence d'un lieu nommé Encre, avant le haut Moyen Âge.

#### Haut Moyen Âge, Encre sort de l'anonymat
En 1840, Un groupe de tombes fut découvert dans le cimetière communal durant des travaux effectués pour agrandir le sol de l'église, mais ne donna lieu à aucune observation archéologique. Lors de la construction de la basilique, au niveau du clocher et du portail, Émile Comte, assisté de Charles Joseph Pinsard, fouilla une quinzaine de tombes en 1894. Plus d'une dizaine d'objets : bassin et anses en bronze, deux céramiques, deux lances, un poignard et des couteaux en fer, un collier en fil de cuivre et des perles de fer, deux fragments de coffret furent datés des VIe et VIIe siècles, d'autres objets isolés de même période ont été découverts dans le cimetière.
Émile Comte fouilla par ailleurs en 1892 deux sarcophages trapézoïdaux en calcaire jaunâtre, recouverts d'un couvercle à pans inclinés et probablement rattachés à cette nécropole.
Il semblerait, d'après l'abbé Decagny, que la terre d'Encre ait été une des premières donations du roi Dagobert Ier (629-639) à l'abbaye de Saint-Riquier. Cependant, c'est à la période carolingienne qu'est fait mention pour première fois d'un lieu nommé Encre dans la Chronique de l'abbaye de Saint-Riquier d'Hariulf d'Oudenbourg qui indique qu'une cella, c'est-à-dire une communauté de douze chanoines, existait à Encre en 831.

#### Moyen Âge classique, Encre fief du comte de Saint-Pol
- La seigneurie d'Encre appartint aux comtes de Saint-Pol puis passa à la maison de Clermont-Nesle au XVe siècle avant de revenir à la famille d'Humières au XVIe siècle[29]. Elle était vassale, au moins pour partie, de l'abbaye de Corbie jusqu'au XIIIe siècle, période à partir de laquelle elle releva du roi de France. Cependant, une charte de 1090, en faveur de l'abbaye du Mont Saint-Quentin, indique qu'Encre relevait du château de Péronne[31].
- On ne sait rien de précis concernant le château d'Encre avant le XIIe siècle. Fut-il construit à la fin du Xe siècle, par le comte Hugues Ier de Ponthieu, comme l'ont affirmé certains ? Aucun document ne vient confirmer cette thèse.
- À la fin du XIe siècle, la seigneurie d'Encre appartint à la famille Campdavesne ou Campdavaine qui détenait également le comté de Saint-Pol. En 1097, Hugues II de Campdavaine participa à la première croisade. À son retour, il perdit la seigneurie d'Encre au profit du comte de Flandre, Baudouin à la Hache, en 1115. Charles de Danemark, comte de Flandre, la lui restitua en 1122. Il nous reste de cette époque, un denier frappé à Encre et conservé au département des Monnaies, médailles et antiques de la Bibliothèque nationale de France.
- Hugues II Campdavesne usurpa les biens des chanoines de l'église Saint-Gervais-et-Saint-Protais d'Encre en 1126. L'évêque d'Amiens, Garin, obtint, en 1138, que ces biens soient attribués au prieuré Saint-Martin-des-Champs de Paris dépendant de l'ordre de Cluny. Depuis cette date et jusqu'à la Révolution, un prieuré bénédictin de dix moines détint un fief à Encre. Il desservait les paroisses d'Encre et celles de villages environnant et possédait le petit couvent de Notre-Dame-des-Champs dans la chapelle duquel se trouvait la statue de Notre-Dame de Brebières.
- En 1178, Encre obtint une charte communale sur le modèle de celle de Ham (Somme)[26].
- En 1188, une bulle du pape Clément III mentionne l'existence d'une léproserie à Encre.
- À la mort de Hugues IV Campdavesne en 1205, la seigneurie d'Encre et le comté de Saint-Pol passèrent à la maison de Châtillon par le mariage d'Elisabeth Campdavesne avec Gaucher III de Châtillon.
- Une bulle du pape Innocent III de mars 1202 fait mention de l'existence d'un Hôtel-Dieu à Encre.
- En 1227, Hugues de Châtillon, comte de Blois et de Saint-Pol, seigneur d'Encre, abandonna à l'Hôtel-Dieu d'Encre le produit de ses moulins. La commune d'Encre possédait également à Aveluy une maladrerie. Hugues de Châtillon fit également don à la commune du droit de pâturage sur ses marais.
- En 1292, Guy IV de Châtillon devint comte de Saint-Pol, seigneur d'Encre et plus tard Grand bouteiller de France. En 1296, il aliéna, au profit de la ville, le four banal et le moulin à écorce par droit à cens. Ainsi la ville obtint le monopole du traitement de la waide entre Aveluy et Méaulte.
- En 1311 par la « Sentence de Boulan », furent réglées les différends entre la commune et le seigneur de Boulan détenant un fief de la banlieue d'Encre, en ce qui concernait les biens immobiliers et la juridiction.

#### Bas Moyen Âge, Encre sous la tutelle bourguignonne
- Jacques de Châtillon-Saint-Pol, fils de Guy IV, transmit ses droits à sa fille Isabeau de Châtillon qui mourut en 1360 transmettant ses droits à son époux Guillaume Ier de Coucy, la seigneurie d'Encre passa ensuite à leur troisième fils, Raoul de Coucy, seigneur de Montmirail et de La Ferté-Gaucher.
- Aux XIVe et XVe siècles, on comptait à Encre les corporations suivantes : les drapiers, tisserands, foulons, teinturiers, bouchers, cordonniers, boulangers, poissonniers, ferronniers…
- Jeanne d'Harcourt (1366-1412), fille de Jean V d'Harcourt, veuve de Raoul de Coucy, et mère de Raoul de Coucy, évêque de Metz puis de Noyon qui mourut en 1425, fut dame douairière d'Encre et de Montmirail. Elle mit fin, en 1411 à des différends qui perduraient entre les seigneurs et la commune dans le domaine financier. Elle octroya, en outre, à la commune le droit de louer des marais qu'elle possédait. Elle intervint également auprès du prieur pour le financement de la réparation des remparts de la ville.
- À la mort de Jeanne d'Harcourt, la seigneurie d'Encre échut à sa fille Blanche de Coucy, veuve d'Hugues II de Roucy, seigneur de Pierrepont puis à sa mort en 1437, à sa petite-fille Jeanne de Saluces (fille de Marguerite de Roucy et de Thomas de Saluces). Par mariage de Jeanne de Saluces avec Guy IV de Nesle, la seigneurie d'Encre échut à la maison de Clermont-Nesle en 1428.
- En 1435, par le traité d'Arras, la seigneurie et la ville d'Encre passèrent sous le contrôle du duc de Bourgogne.
- En 1437, Guy IV de Nesle, seigneur d'Encre, ayant à se venger de La Hire ancien compagnon d'armes de Jeanne d'Arc, s'empara de lui à Beauvais et l'emprisonna au château d'Encre. Il dut le libérer sous la pression du duc de Bourgogne Philippe le Bon et du roi de France Charles VII.
- Charles le Téméraire, duc de Bourgogne, passa la nuit du 2 août 1475 au château d'Encre. À sa mort en 1477, Encre fut définitivement rattachée à la France[29].

### Temps modernes

#### XVIesiècle, Encre ville ligueuse
- Les hostilités ayant repris entre le roi de France François Ier et l'empereur et roi d'Espagne Charles Quint, en 1523, Encre, Mailly-Maillet et Miraumont furent brûlées par les armées anglo-impériales de Maximilien d'Egmont, comte de Buren.
- La fille de Jean IV de Nesle, Louise de Nesle épouse de Jean de Bruges de la Gruthuyse, sans descendance, fit don de ses terres d'Encre et de Bray-sur-Somme à sa cousine Charlotte d'Humières épouse de François de Montmorency.
- En 1553, les Impériaux occupèrent Encre brûlant la ville et détruisant le château. La ville fut réoccupée et détruite l'année suivante.
- À la mort de Charlotte d'Humières, la seigneurie passa à son frère, Jacques d'Humières, un des fondateurs de la Ligue. En juin 1576, le roi Henri III érigea la seigneurie d'Encre en marquisat. En 1579, Charles d'Humières succéda à son père. En 1589 après l'assassinat d'Henri III, il prit le parti d'Henri IV mais les bourgeois d'Encre reconnurent, eux, l'autorité du duc de Mayenne, chef de la Ligue.
- En 1591, Encre fut reprise par Charles d'Humières.
- 1594, Henri IV accorda à la ville d'Encre une exemption fiscale de trois ans.
- Le 21 juin 1595, Charles d'Humières fut tué d'un coup de mousquet lors de la reprise de Ham aux Espagnols. La seigneurie d'Encre passa à sa sœur Jacqueline d'Humières qui avait épousé, le 18 février 1595, Louis II de Crevant (1595-1648).
- Après la prise d'Amiens par les Espagnols en 1597, Henri IV ayant fait le siège de la ville, l'archiduc Albert d'Autriche envoya une armée de secours vers Amiens. Henri IV se lança à sa rencontre la forçant à rebrousser chemin et à se disloquer devant Encre.

#### Encre devient Albert, auXVIIesiècle; les invasions espagnoles
- 1610 : Concino Concini racheta le 16 septembre 1610 à la famille d'Humières-Crevant pour 330 000 livres le marquisat d'Encre[32]. Il prit le titre de maréchal d'Ancre, après son élévation à la distinction de maréchal de France. Il fut assassiné à coups de pistolet en 1617 dans la cour du Louvre. Lors de son acquisition, le marquisat d'Ancre comprenait : Bray, La-Neuville-les-Bray, Méaulte, Bouzincourt, Beaumont-Hamel, Mametz, Miraumont, Pys, Irles, Grancourt, Fricourt[32].
- En juin 1620 : après la mort de Concini, le marquisat, confisqué, fut donné par Louis XIII à Charles d'Albert, duc de Luynes et connétable de France, qui obtint du roi des lettres patentes pour changer le nom de la ville qui depuis se nomme Albert.

- En 1635, la France prit part à la guerre de Trente ans aux côtés de la Suède contre le Saint-Empire romain germanique et l'Espagne. Les armées du roi de France étaient sous les ordres de Honoré d'Albert, duc de Chaulnes qui installa son camp à Miraumont. Sous la poussée des Espagnols, il se retira à Amiens, confiant la défense d'Albert au capitaine Pagès.
- 1636 fut une année catastrophique pour Albert et ses environs. Les Espagnols sous la conduite de Jean de Werth et de Thomas de Savoie-Carignan ravagèrent la région, prirent Albert et la brûlèrent. La ville fut à nouveau brûlée par les Espagnols l'année suivante.
- La guerre avec l'Espagne se poursuivit après les traités de Westphalie de 1648. Le Grand Condé passa au service du roi d'Espagne, Philippe IV, et attaqua Albert, la prit et la brûla le 2 août 1653. La paix des Pyrénées de 1659 mit fin à vingt quatre ans de guerre et donna l'Artois à la France. Albert cessa donc d'être une ville frontière mais elle était totalement ruinée. Les moines bénédictins quittèrent la ville, il ne resta qu'un prieur-gérant qui assura la gestion des biens de l'ancien prieuré. La reconstruction de la ville fut lente et se prolongea jusqu'au début du XVIIIe siècle.
- Le 2 juillet 1660, un vicaire de la paroisse reçut pour mission d'enseigner le latin aux enfants d'Albert[33].
- En 1695, Louis-Alexandre de Bourbon, comte de Toulouse et duc de Penthièvre, fils naturel légitimé de Louis XIV et de Madame de Montespan, racheta la seigneurie d'Albert à la famille d'Albert de Luynes.
- Un arrêt du Conseil d'État du 13 novembre 1697 supprima la maladrerie et réunit ses biens à ceux de l'hôtel-dieu.

#### XVIIIesiècle, Albert au Siècle des Lumières
- En 1702, la commune se dota d'un hôtel de ville situé sur la place d'Armes qui servit tout à la fois à l'administration municipale, à la justice seigneuriale et de grenier à blé.
- le 2 mars 1725, Albert fut dotée d'un grenier à sel où on stocka le sel pour la ville et cinquante paroisses des environs. C'était aussi la juridiction chargée de régler les litiges liés à la gabelle.
- En 1726, un maître, du nom de Dheilly, protégé de l'entourage du comte de Toulouse, assura, à Albert, l'enseignement du latin. Il fut remplacé par un prêtre en 1734. L'enseignement primaire était assuré à l'hôtel-dieu pour les garçons, une religieuse assurant l'enseignement aux filles.
- En 1730, un service hebdomadaire de messagerie fut institué entre Albert et Amiens. Albert fut desservie quelque temps après par un chariot allant de Rouen à Cambrai qui passait une fois par semaine.
- En 1769, le mariage de Marie-Adélaïde de Bourbon-Penthièvre avec Louis-Philippe d'Orléans (le futur Philippe-Égalité) fit passer la seigneurie d'Albert à la famille d'Orléans.
- En 1781, un Bureau de Charité fut pour la première fois ouvert à Albert. La même année, un maître de pension enseignait le latin, la rhétorique et les mathématiques[33].
- En 1786, l'administration municipale installa l'éclairage public dans les rues[29].

### Révolution française et Empire
- En 1789, après la rédaction des cahiers de doléances du tiers état, les Albertins subirent l'augmentation du prix du blé. Des chariots qui en transportaient furent pillés le 18 juillet. Le 27 juillet, le bruit courut que des « ennemis » fauchaient les moissons : toute la ville prit les armes. C'est ainsi qu'Albert prit part à cet épisode de la Révolution appelé la Grande Peur.
- 1793 : Le 16 brumaire an II, à Paris, tomba dans un panier la tête de celui qui fut le duc de Chartres, le duc d'Orléans, le citoyen Philippe-Égalité, et le dernier seigneur d'Albert.
- Pendant la Terreur en 1793-1794, le maire d'Albert, Scribe Poly, enfouit la statue de Notre-Dame de Brebières dans un tonneau de sel qu'il cacha dans son épicerie. Pour instituer le culte de la Raison, les six cloches furent descendues du clocher et les statues de l'église transférées dans le grenier de l'hôtel de ville. Les archives de l'Hôtel-Dieu et de l'église furent brûlées. Une dizaine de suspects furent arrêtés dont le curé, la châtelaine de Boulan, le procureur, un notaire et son fils…

### Époque contemporaine

#### XIXesiècle, la révolution industrielle transforme Albert
- En 1810, fut créée la filature Artaud qui employait en 1827 près de trois-cents ouvriers.
- En 1815, après la défaite de Waterloo, Albert dut accueillir une garnison de cosaques.
- En 1835 fut créée la serrurerie Lefebvre (rue des Illieux) qui devint la première fabrique de machines-outils d'Albert.
- En 1846 fut inaugurée la gare d'Albert sur la toute nouvelle ligne de chemin de fer d'Amiens à Lille facilitant les déplacements et le développement économique.
- Parallèlement, l'enseignement primaire se développa dans la ville. En 1841, Albert comptait deux écoles publiques dont une congréganiste et trois écoles laïques et privées[34].
- À partir du milieu du XIXe siècle la ville d'Albert vit se développer les activités industrielles. Le textile fut peu à peu délaissé au profit des industries métallurgiques et mécaniques, notamment sous l'impulsion d'Albert Toulet (industriel et maire de 1883 à 1887) à partir de 1864. Les entreprises albertines se spécialisèrent dans la production de bicyclettes, d'automobiles puis de machines-outils et employèrent deux mille ouvriers avant 1914. La ville prit en 1874 pour devise Vis mea ferum (le fer est ma force).
- La guerre franco-allemande de 1870-1871 toucha durement la région qui subit les rigueurs de l'occupation prussienne. Cinq-cents soldats français prisonniers furent enfermés dans l'église d'Albert.
- De 1885 à 1895, sous l'impulsion d'Anicet Godin, curé-doyen d'Albert, on procéda à la construction de la basilique Notre-Dame de Brebières, en remplacement de l'église paroissiale[35],[36] jugée trop petite pour accueillir une population toujours plus nombreuse.
- À partir de 1885 fut mis en service le groupe d'Albert des chemins de fer départementaux de la Somme, un ensemble de lignes de chemin de fer secondaire à voie métrique et qui desservent finement le territoire, vers Doullens, Montdidier et Ham. Ce réseau, détruit pendant la Première Guerre mondiale, reconstruit dans l'entre-deux-guerres, fut désaffecté à la fin des années 1940 au bénéfice des transports routiers.

#### Albert à la Belle Époque
La Belle Époque, qui va de la fin du XIXe siècle à 1914, fut marquée à Albert comme partout en France par la reprise économique, des avancées technologiques et un timide progrès social.
- En 1898, la ville disposait d'un téléphone public, route de Bapaume[37].
- Avec les progrès de l'industrialisation, la ville d'Albert connut une très forte croissance démographique de 1 936 habitants en 1800, elle passa à 3 507 en 1851 pour atteindre 7 348 habitants en 1901, soit un triplement de la population en un siècle.
- En 1900, un monument commémoratif de la guerre franco-prussienne fut érigé sur la place Faidherbe (place Emile-Leturcq).
- En octobre 1903, une école primaire supérieure pour garçons ouvrit ses portes à Albert. En octobre 1913, ce fut un cours complémentaire qui fut créé pour les filles.
- 1911, création de la Maison du Peuple, rue Thiers, pour servir de lieu de réunion aux organisations ouvrières.

Albert, avant la Première Guerre mondiale
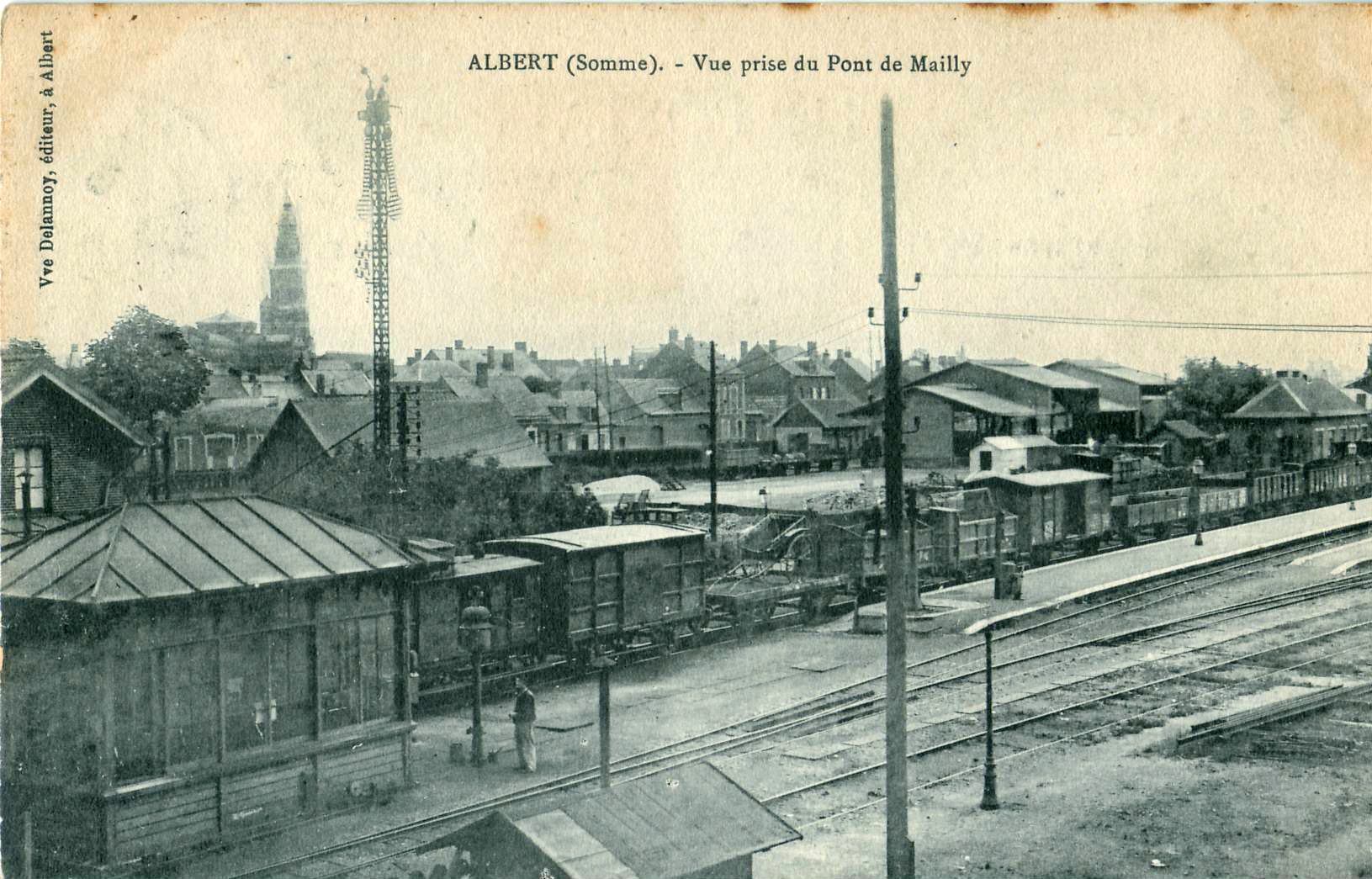
Vue des installations ferroviaires et de la ville.
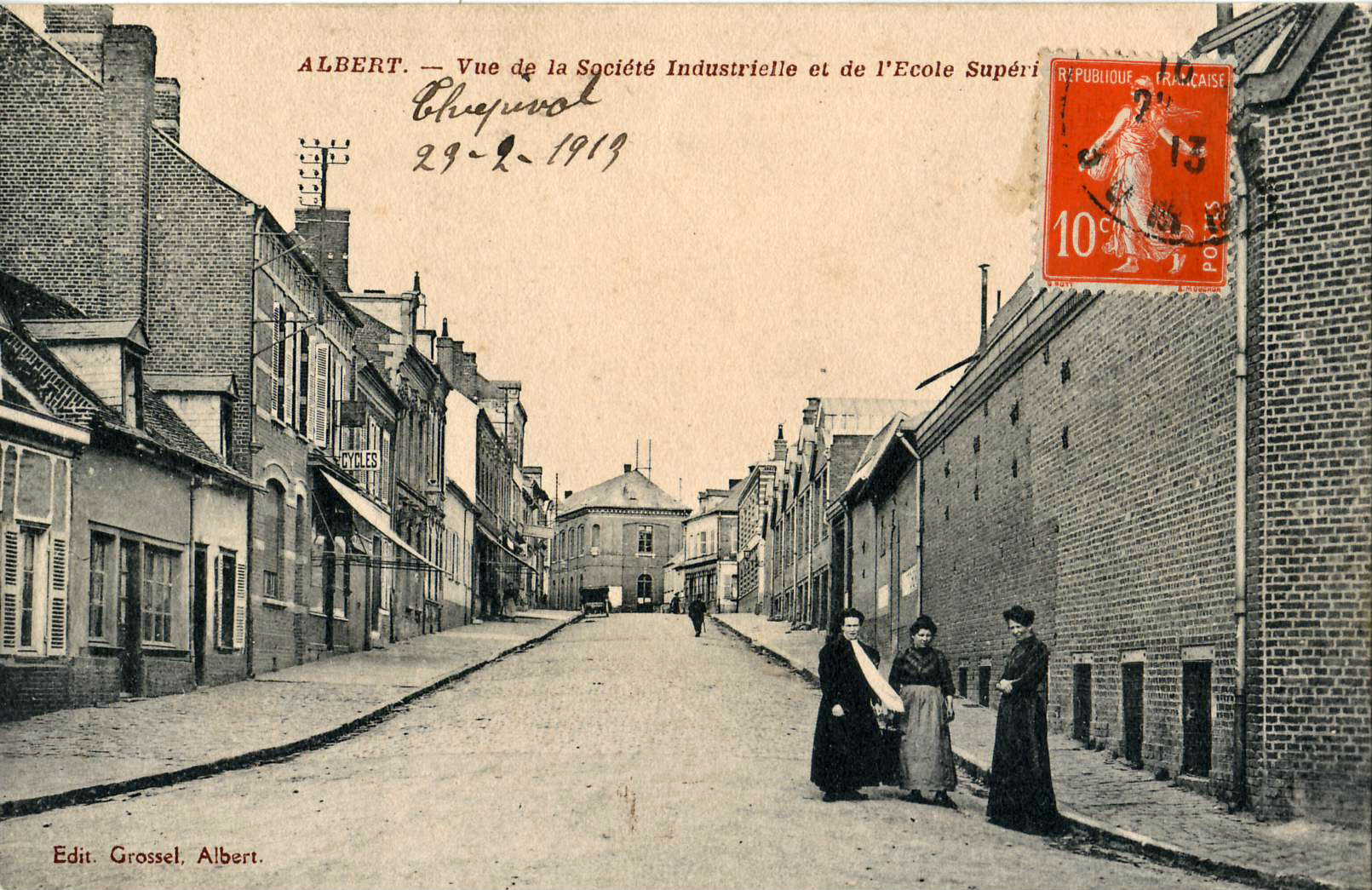
Vue de la Société industrielle et de l'école supérieure.
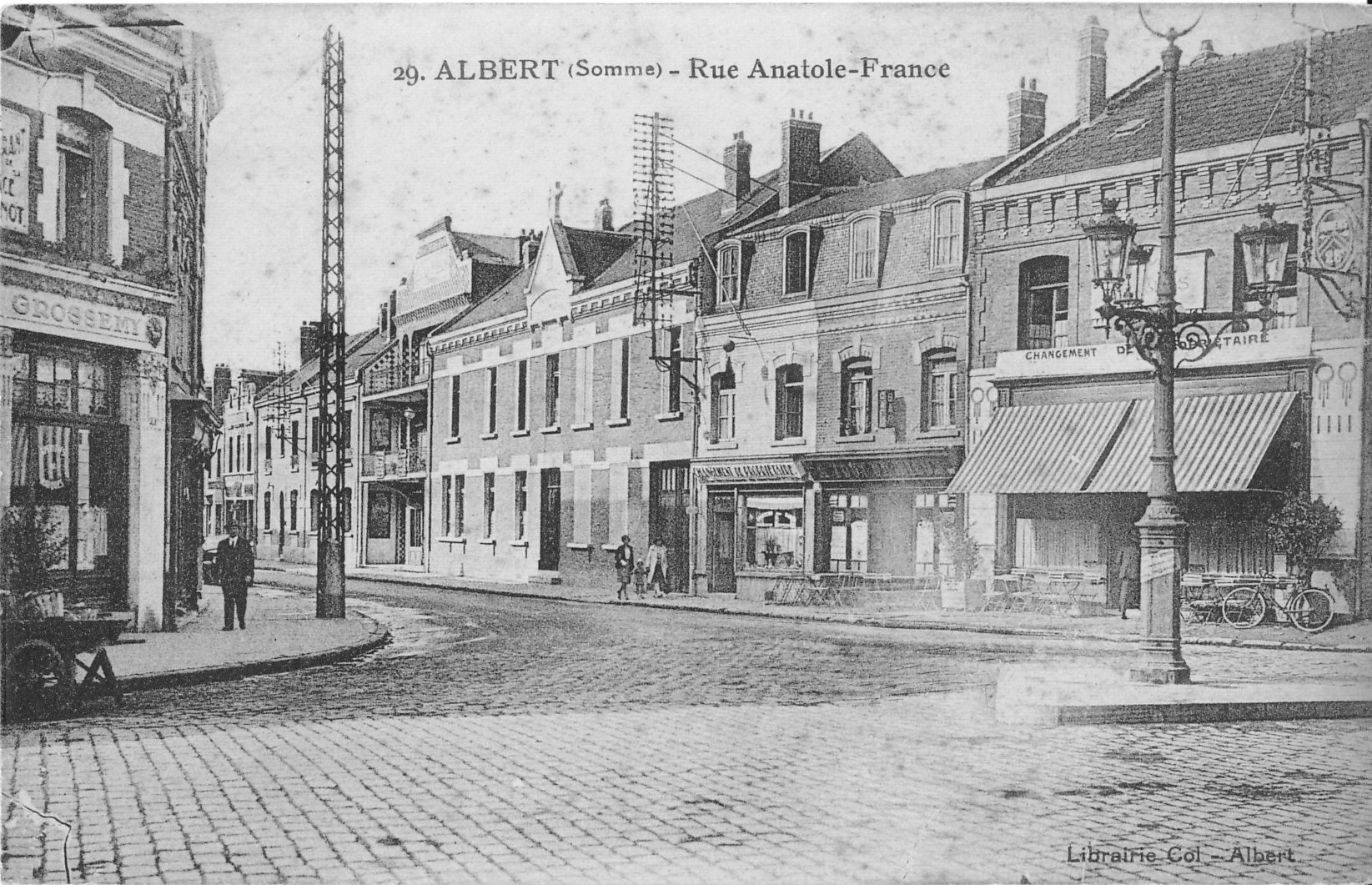
La rue Anatole-France.

#### Première Guerre mondiale, Albert anéantie
- 1914-1918 : Albert fut l'enjeu de terribles combats pendant la Première Guerre mondiale.
  - Du 25 au 29 septembre 1914, lors de la bataille d'Albert, dans le cadre de la Course à la mer ;
  - durant l'année 1915, la ville fut l'objet de nombreux tirs d'artillerie qui la détruisirent presque totalement, le clocher de la basilique fut touché et la Vierge dorée resta penchée au-dessus du vide[38] ;
  - pendant la bataille de la Somme en 1916, du 1er juillet au 18 novembre ;
  - pendant la bataille du Kaiser au printemps 1918, la ville en ruines fut occupée par les troupes allemandes ;
  - en 1918, le général Douglas Haig lança une contre-offensive à Albert, le 21 août. L'attaque principale fut lancée par la 3e armée britannique, à laquelle fut adjoint le 2e Corps des États-Unis. Albert tomba le 22 août.

Aux destructions matérielles, s'ajoutèrent celle de ses registres paroissiaux les plus anciens : B.M.S. (catholicité) et les premiers N.M.D. (état-civil), lors de l'incendie de la ville de Péronne, elle fut aussi terriblement touchée par les bombardements du premier conflit mondial. Ainsi, pour la commune d'Albert, aucun acte d'état civil n'est antérieur à 1833.

La ville détruite
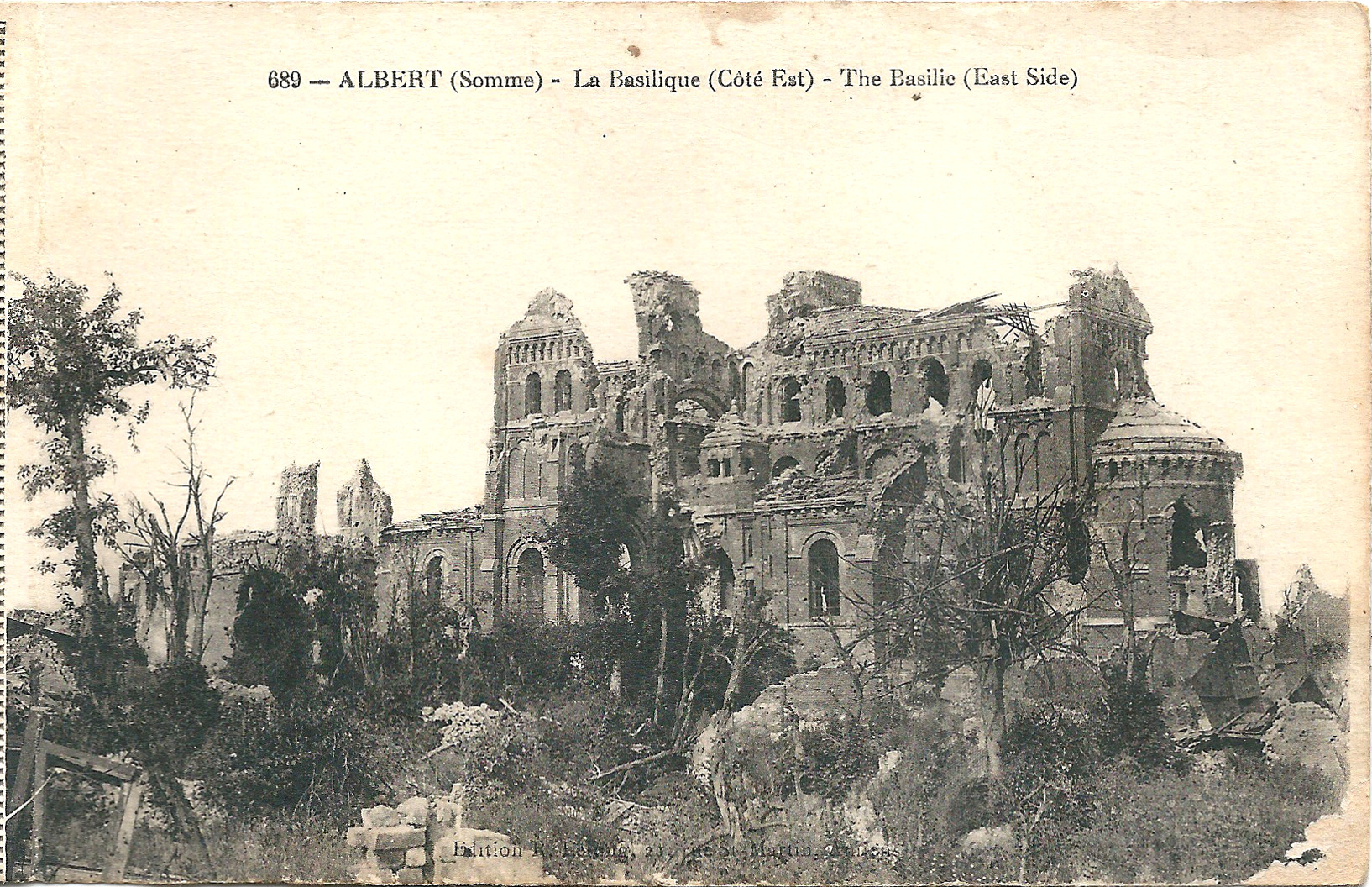
La basilique ruinée.
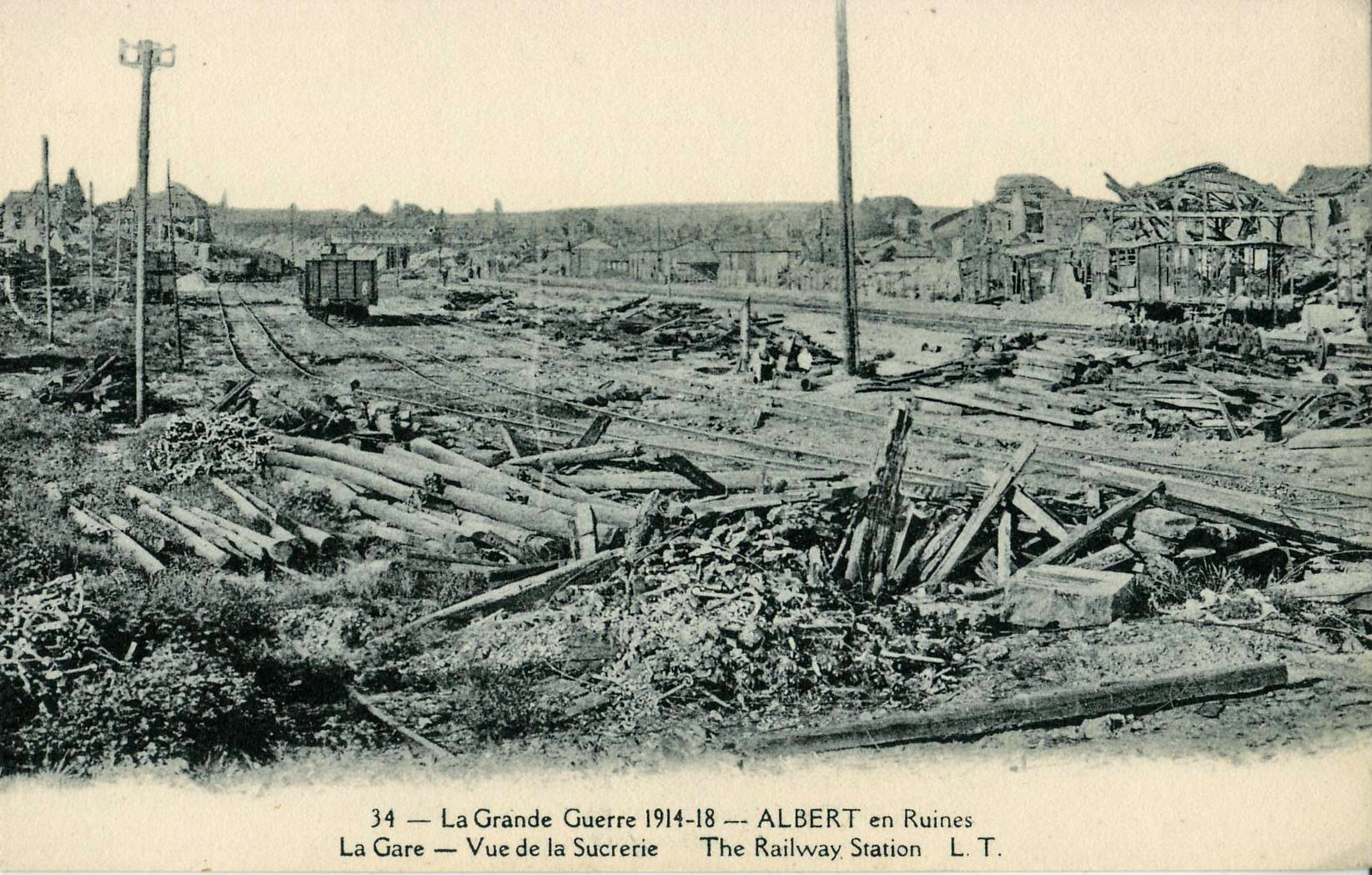
Les ruines de la première gare.
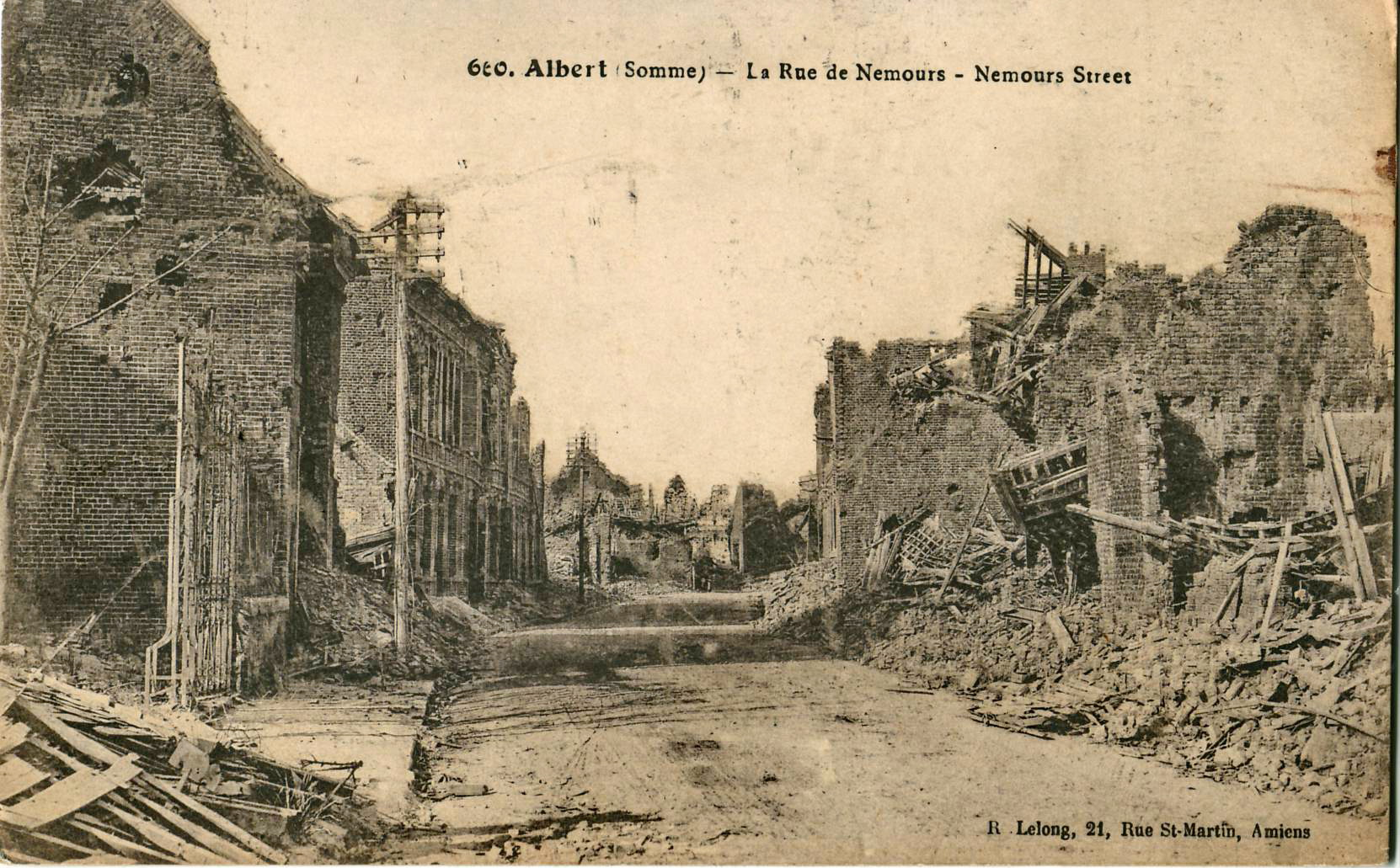
La rue de Nemours.
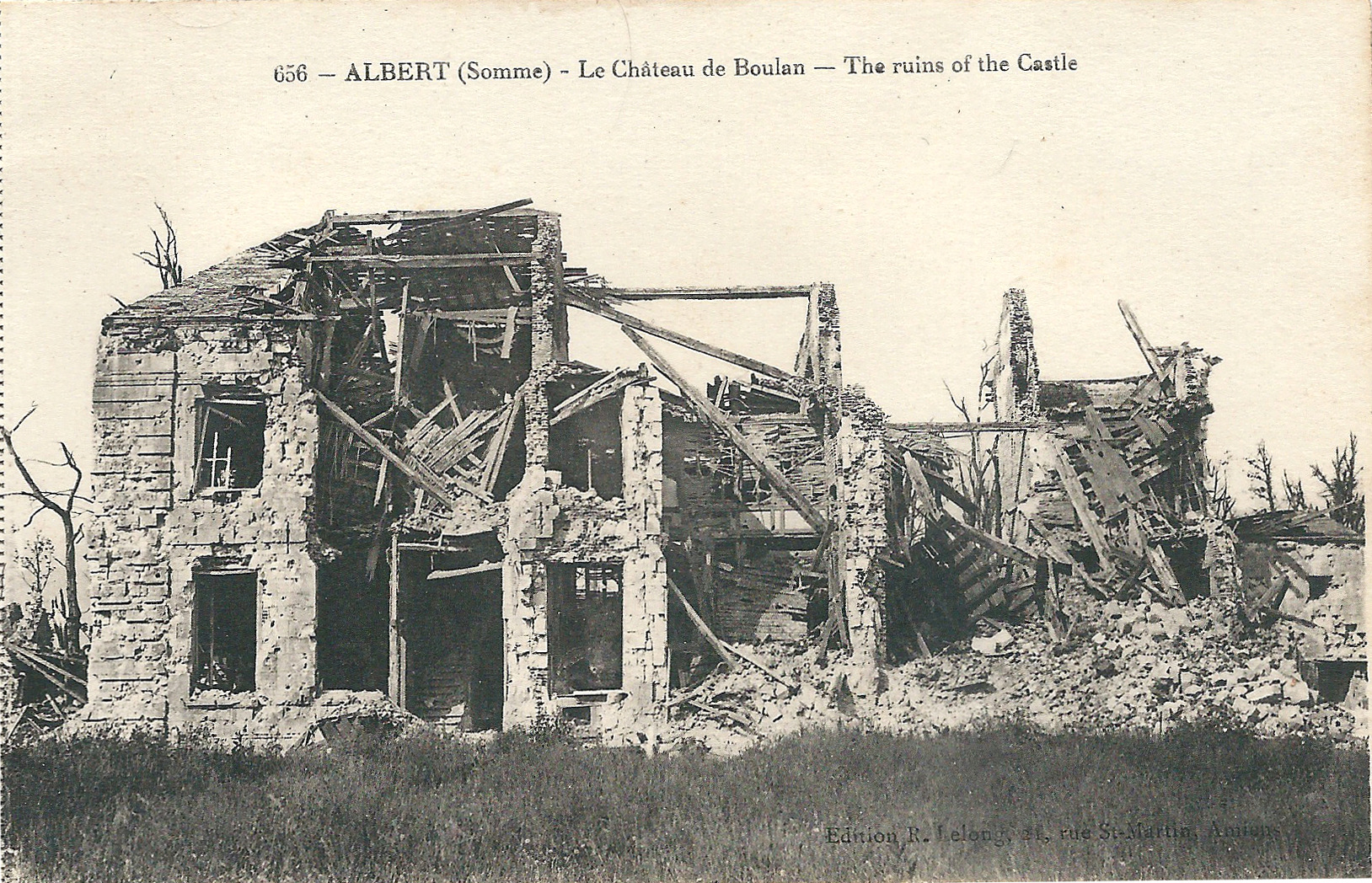
Le château de Boulan en ruine.
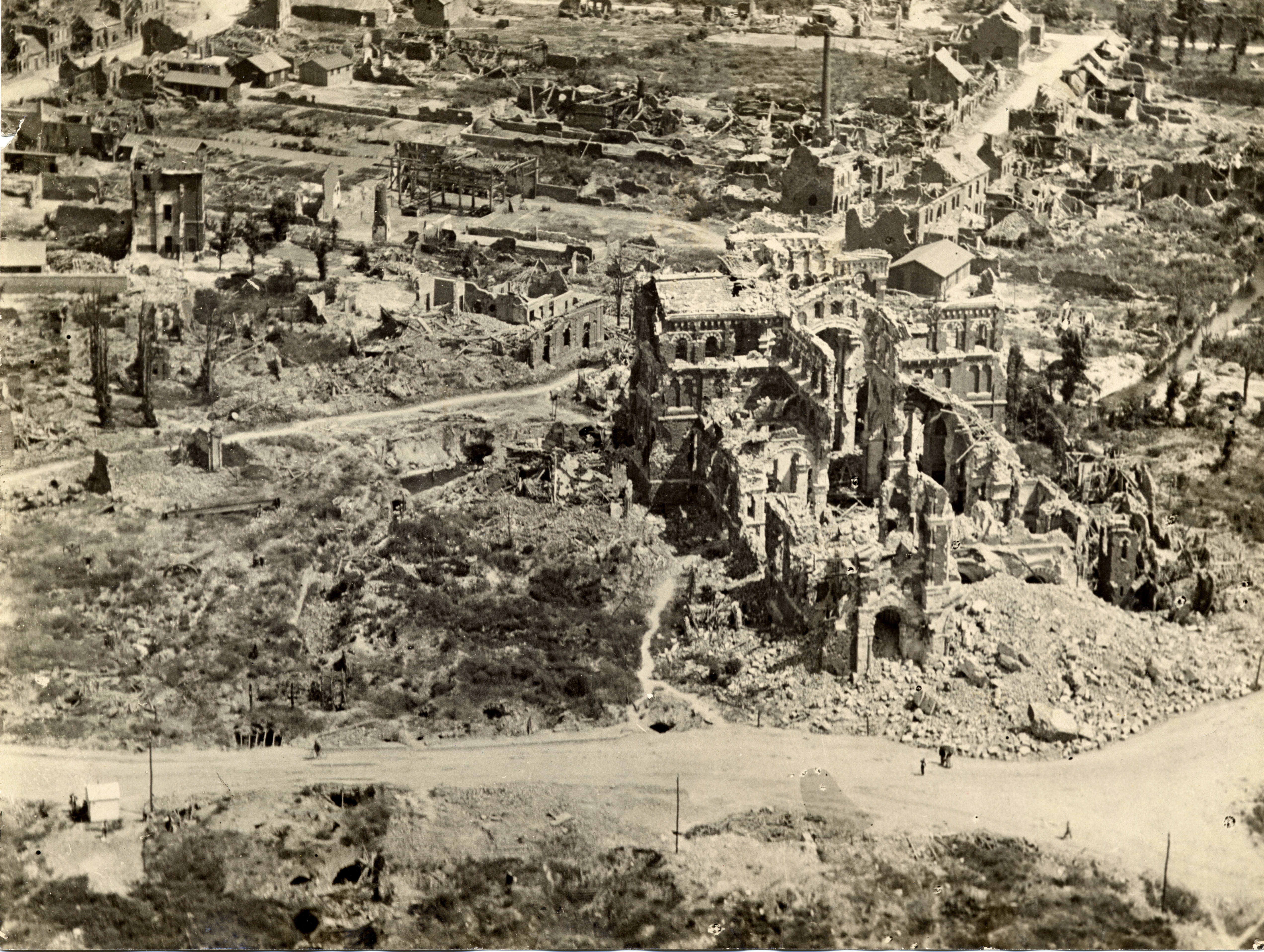
Albert et basilique Notre-Dame de Brebières en 1918

- 1919, Albert reçut la visite de Georges Clemenceau, président du Conseil.

#### Entre-deux-guerres, reconstruction de la ville et innovations industrielles

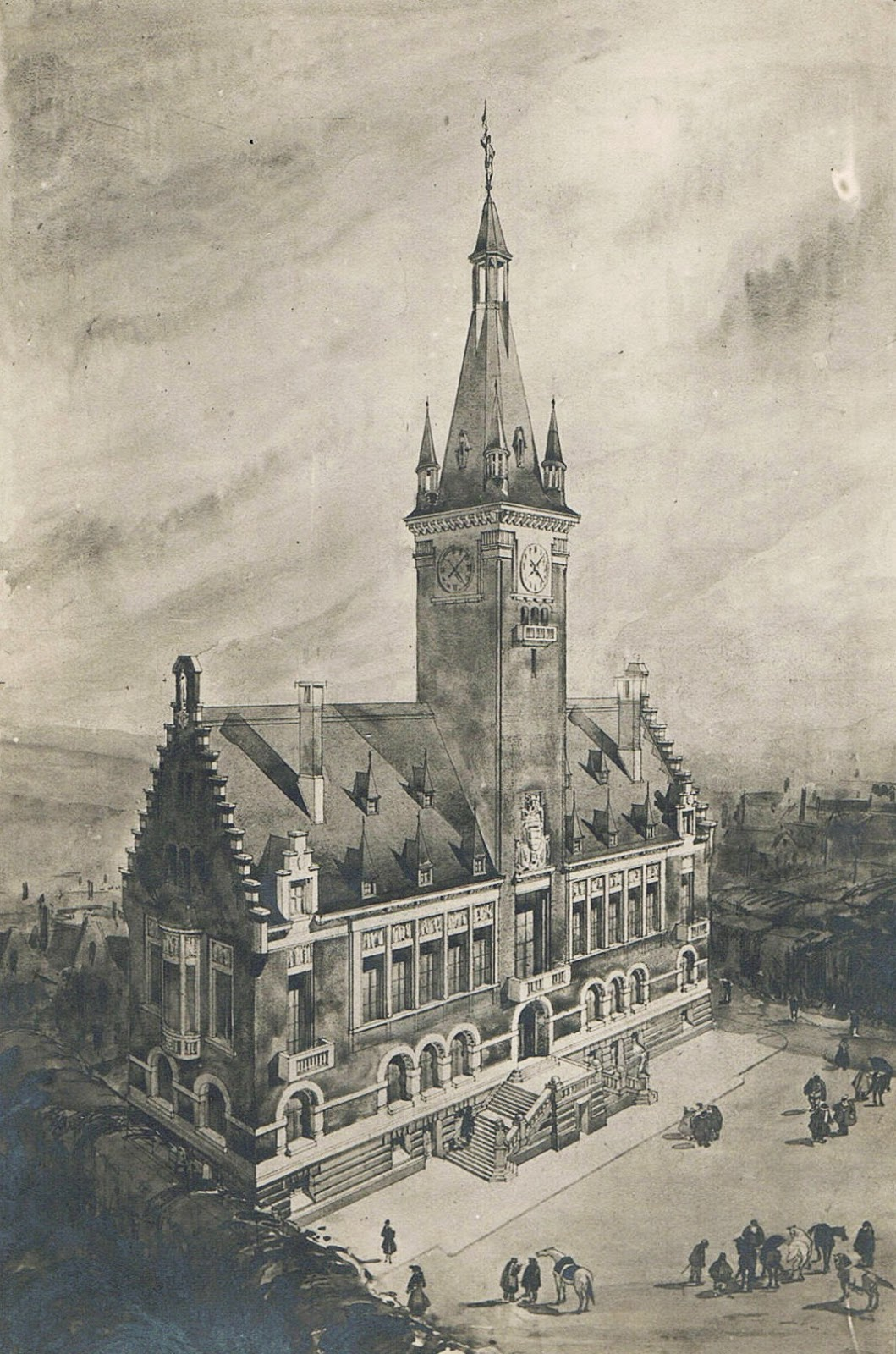
Alexandre Miniac, aquarelle du futur hôtel de ville d'Albert, 1930.

La ville est considérée comme détruite à la fin de la guerre et a été décoré de la Croix de guerre 1914-1918, le 18 septembre 1919 et de la Légion d'honneur le 15 avril 1932.
L'entre-deux-Guerres fut une période de reconstruction pour la ville et son industrie. De nombreux immeubles furent bâtis dans le style Art déco, principalement sous le mandat de maire d'Émile Leturcq.
Quatre villes furent marraines de la reconstruction d'Albert : Aïn Témouchent (Algérie), Birmingham (Royaume-Uni), Bordeaux et Tien-Tsin (Chine) en y participant financièrement.
L'architecte amiénois, André Albert Dufau (1875-1945), père des architectes Pierre Dufau et André Dufau, dirigea une partie de la reconstruction de la ville.
En 1924, l'industrie aéronautique s'installa à Méaulte, commune voisine d'Albert, sous l'impulsion de l'avionneur Henri Potez, maire de la ville de 1947 à 1959.
En 1928, Henri Hénon fabriqua à Albert sa première caravane. Il innova dans ce domaine par l'utilisation du polyester. Son entreprise prospéra jusqu'aux années 1960.
En 1932, le président de la République, Albert Lebrun, vint à Albert pour inaugurer le nouvel hôtel de ville.

L'entre-deux-guerres
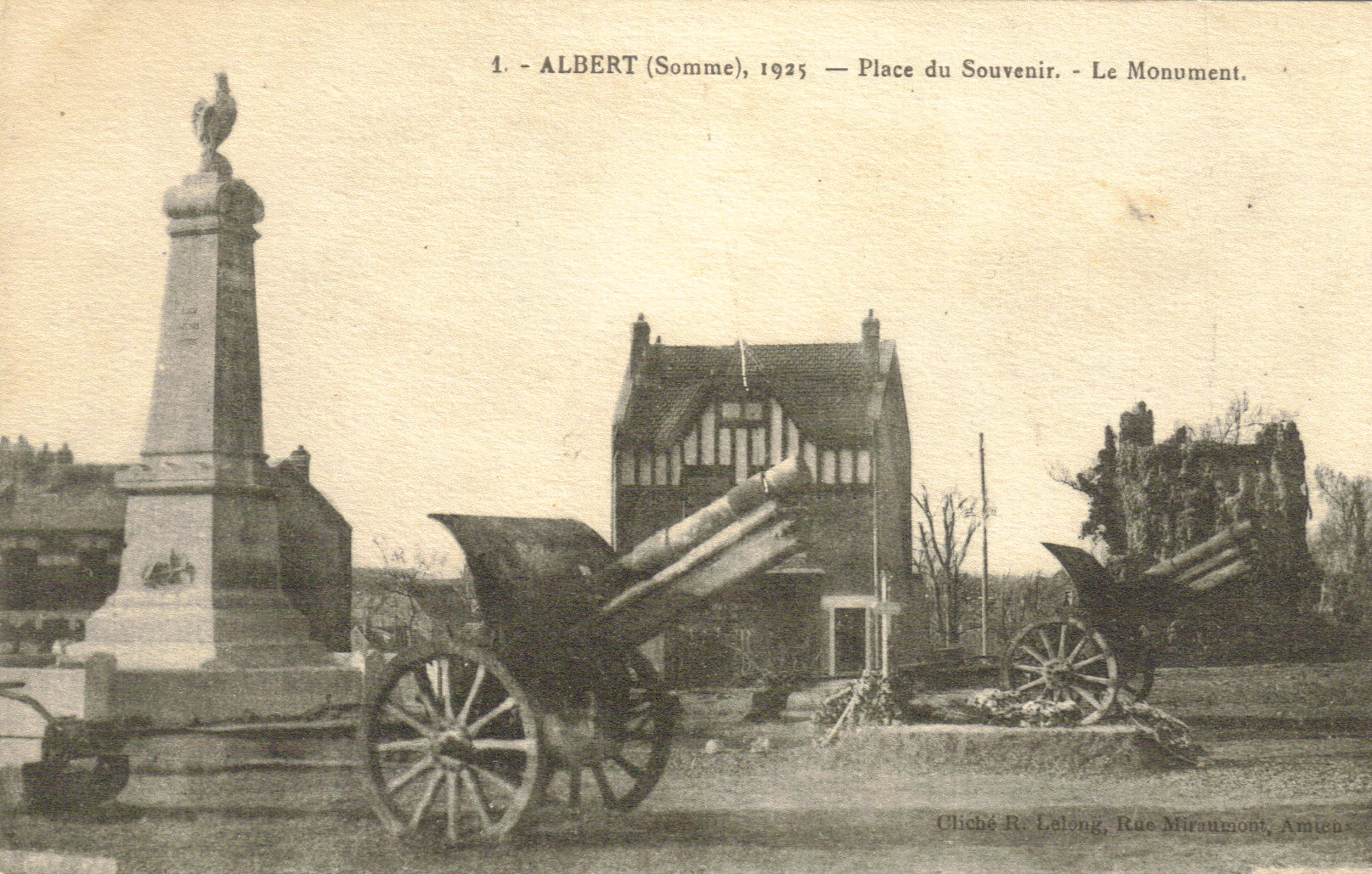
Le monument aux morts, en 1925.
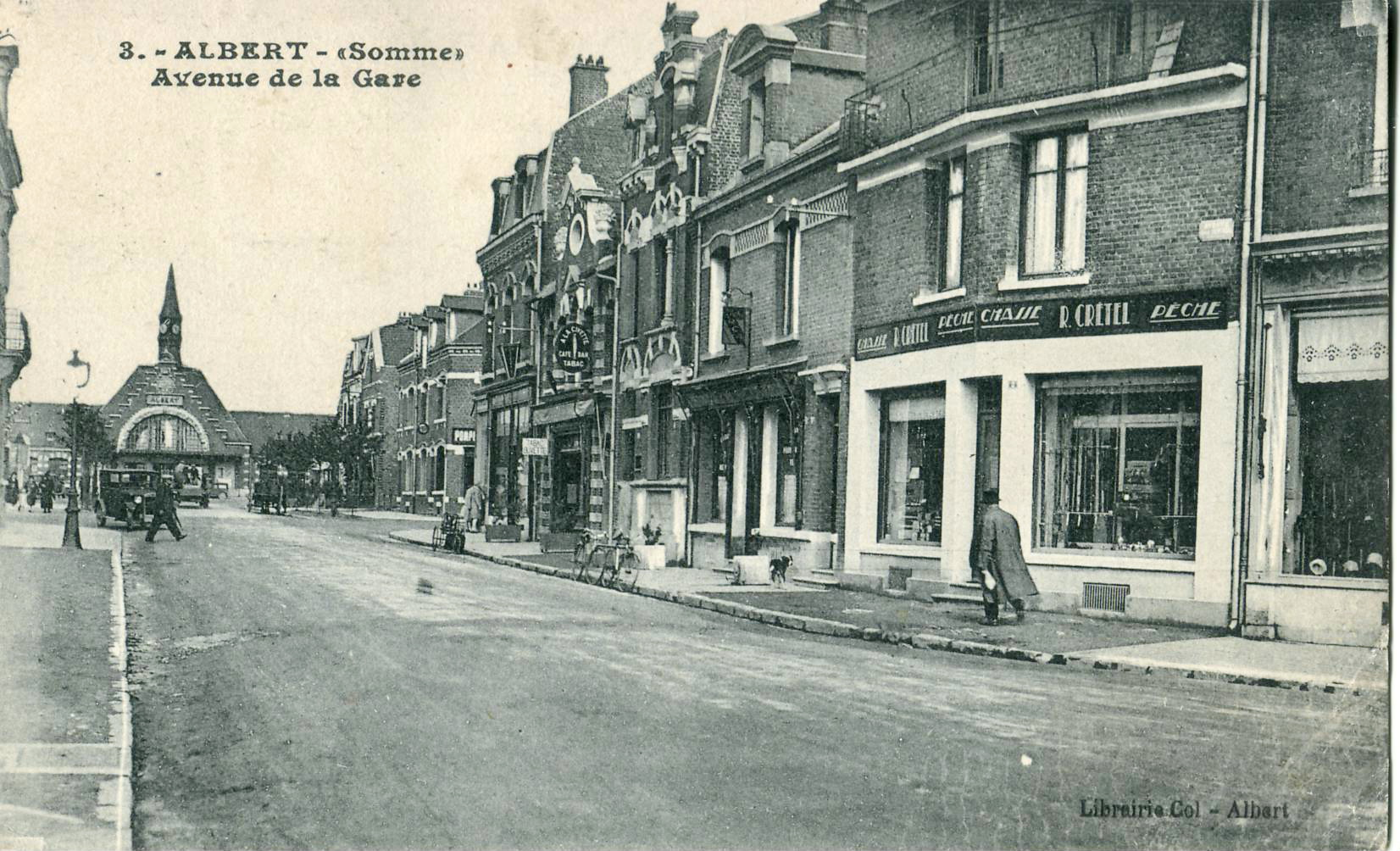
La rue de la Gare.

#### Seconde Guerre mondiale, la Résistance albertine
- 1939-1945, Seconde Guerre mondiale. Le 17 mai 1940, le maire d'Albert Sainte-Marie Verrier reçut de la préfecture, par téléphone, l'ordre de repli qui devait se faire avec les moyens du bord. La maternité était évacuée par autocar vers Beauvais le jour même, l'hospice le lendemain par wagon à bestiaux vers Arras et Saint-Pol-sur-Ternoise. Le 20 mai, les Allemands de la 1re Panzerdivision occupèrent Albert[43]. L'ancien aérodrome d'Albert-Bray fut utilisé par la Luftwaffe dès 1940. Dans le film L'Escadrille des Aigles (fiction, mais basée sur des faits réels) une mission d'attaque au sol est exécutée contre l'aérodrome de Bray par les Spitfires du Squadron 71.
- En novembre 1941, des tracts communistes furent retrouvés dans les rues d'Albert et le 30 décembre 1941, un contremaître allemand était assassiné.
- En mai 1942, les communistes d'Albert parvinrent à fabriquer clandestinement un journal : L'Exploité albertin
- Dans le convoi des 45 000, parti de Compiègne pour Auschwitz le 6 juillet 1942, figuraient six Albertins : Cavigioli Émile[44], Dessein Florimond[45], Fletcher John, Pignet Ernest[46], Pignet René[47], Villa Gerolamo[48]. Aucun n'est revenu.
- À la suite de la découverte de tracts communistes par la police française, le 25 juillet 1942, Georges Delamotte, responsable communiste albertin fut arrêté, condamné, le 16 janvier 1943, par la Section spéciale aux travaux forcés, il fut déporté à Buchenwald en avril 1944. D'autres Résistants albertins furent arrêtés : Louis Chofflet, Albert Houdant, Alfred Leclercq, Albert Poiret (déporté et décédé à Dachau en 1944), Roger Soret lui aussi déporté à Dachau. Un Albertin, Abel Sainte-Croix, cantonnier à la S.N.C.F., organisa le premier groupe de cheminots résistants à Albert. Il devint l'un des organisateurs du Front national et des F. T. P. de la Somme. Il participa à la libération de Paris.
- Le 23 juillet 1943, eut lieu devant le Tribunal militaire allemand d'Amiens le procès des membres du « Groupe Michel ». Ils avaient à leur actif un nombre impressionnant de sabotages meurtriers. Parmi eux deux Albertins, les frères Henri et Jacques Wilgos, ainsi qu'Alfred Dizy, le chef du groupe, habitant Morlancourt. Ils furent condamnés à mort et fusillés le 2 août 1943 dans les fossés de la citadelle d'Amiens.
- Dans la nuit du 28 au 29 juillet 1943, un sabotage de la voie ferrée à Grandcourt, entre Albert et Arras provoqua le déraillement de deux trains et la mort d'au moins 180 soldats allemands. Les jours suivants, les polices allemande et française procédèrent à l'arrestation de résistants, membres du « Groupe Détaille » : Constant Détaille membre de Libération-Nord et du Front national (qui trouva la mort dans le bombardement de la prison d'Amiens lors de l'opération Jéricho), son épouse (déportée), Michel Boudoux, Victor Facquez, Henri Charlemagne, Louis Moret, Marius Reimann (déporté à Buchenwald et à Dora où il décéda), membre du réseau Marco-Polo, Micheline Amalric, Christian Arnaud, Engramer, Dereck Pekett et d'autres encore.
- Le « Groupe Arthur » à Albert dont le chef était Léandre Deflandre et dont le directeur de l'école Notre-Dame, Ghislain Deguine, était membre, fut chargé de collecter des informations et de les transmettre aux forces alliées, d'organiser le franchissement de la ligne de démarcation d'évadés de stalag ou de venir en aide à des aviateurs alliés dont l'avion avait été abattu. Ce groupe faisait partie de l'Organisation civile et militaire (O. C. M.). Léandre Deflandre fut arrêté chez lui par la Gestapo le 23 juillet 1944. Il réussit à s'échapper en traversant le jardin public mais il fut abattu par les Allemands et emmené agonisant à la citadelle d'Amiens. Son cadavre fut découvert dans le bois d'Aveluy.
- L'abbé Henri Dumoulin devint alors le chef de la Résistance albertine, il prépara la libération de la ville et des environs avec l'aide de deux « maquis » un français et un russe dans le canton d'Acheux-en-Amiénois.
- La Libération : le 1er septembre 1944, la police et la gendarmerie ayant rejoint la Résistance, les combats se déroulèrent, dans Albert, toute la journée face à une compagnie de SS. À 22 h, les chars et les canons de la 2e Armée britannique entrèrent dans la ville faisant 300 prisonniers. Le bilan des combats fut de sept morts et sept blessés[43],[49].

#### Après guerre, les méfaits du «Gang d'Albert»
Du 15 novembre 1944 au 22 avril 1949, sévit à Albert, dans les environs et jusqu'en Seine-Maritime, le « Gang d'Albert » formé d'une quinzaine d'anciens Résistants – dont certains avec un passé digne d'éloges – commit une série de vols à main armée, en argent et en nature, chez des agriculteurs et des commerçants qu'il soupçonnait de marché noir ou de collaboration avec l'ennemi pendant la guerre, allant jusqu'à tuer un marchand de bestiaux à Vauchelles-lès-Authie. Il s'attaqua également à la coopérative laitière d'Albert et aux bureaux de poste de Millencourt et Épehy. Enfin arrêtés, les malfaiteurs furent jugés par la Cour d'assises de la Somme qui prononça trois condamnations à mort et des peines de prison de 2 à 15 ans de détention. Les trois condamnés à mort s'étant pourvu en cassation, l'affaire fut rejugée par la Cour d'assises de l'Aisne en décembre 1951, une seule condamnation à mort fut cette fois prononcée et exécutée. Les deux autres comparses furent condamnés à la réclusion criminelle à perpétuité.

#### La fin des Trente Glorieuses et le déclin de la machine-outil albertine
La fin de la période de trente années de croissance économique appelée Trente Glorieuses toucha inexorablement le secteur de la machine-outil à Albert. La qualité et les performances techniques de la production (la première machine-outil à commande numérique fut fabriquée à Albert) n'étaient pas en cause. Ce furent surtout la taille trop petite des entreprises ne permettant pas de faire les investissements nécessaires, la concurrence des entreprises américaines et allemandes du secteur et les atermoiements de la puissance publique qui conduisirent la machine-outils albertine vers son déclin. L'emploi dans ce secteur ne cessa de diminuer dans les années 1980 et 1990 jusqu'à la fermeture de la plupart des entreprises. Seul le secteur hydraulique subsista ; les entreprises regroupées au sein du Pôle hydraulique et mécanique d'Albert (P.H.M.A.), dont Airbus était le principal élément, parvint à tirer son épingle du jeu.

#### FinXXe- débutXXIesiècle, l'essor du tourisme de mémoire à Albert
La ville d'Albert est devenue l'un des pôles principaux du tourisme de mémoire de la Première Guerre mondiale dans la Somme. Le musée Somme 1916 a été créé en 1992. Chaque 1er juillet, un concert de cornemuses est donné devant la basilique en mémoire des soldats tombés au combat.
Dans le cadre des commémorations de la bataille de la Somme, la cantatrice américaine Barbara Hendricks a donné un Concert de la paix accompagnée par l'Orchestre de Picardie, le vendredi 1er juillet 2016 à 22 heures dans la basilique Notre-Dame de Brebières.
Le 9 novembre 2018, dans le cadre des commémorations du centenaire de la fin de la Première Guerre mondiale, le président de la République, Emmanuel Macron, et la première ministre britannique, Theresa May, se sont rencontrés à l'hôtel de ville d'Albert pour un entretien de deux heures, avant de se rendre au Mémorial de Thiepval.

## Politique et administration

### Rattachements administratifs et électoraux

#### Rattachements administratifs
La commune se trouve dans l'arrondissement de Péronne du département de la Somme.
Elle était depuis 1793 le chef-lieu du canton d'Albert. Dans le cadre du redécoupage cantonal de 2014 en France, cette circonscription administrative territoriale a disparu, et le canton n'est plus qu'une circonscription électorale.

#### Rattachements électoraux
Pour les élections départementales, la commune est  depuis 2014 le bureau centralisateur d'un nouveau canton d'Albert porté de 26 à 67 communes.
Pour l'élection des députés, elle fait partie depuis 1958 de la cinquième circonscription de la Somme.

### Intercommunalité
Albert est le siège de la communauté de communes du Pays du Coquelicot, un établissement public de coopération intercommunale (EPCI) à fiscalité propre créé fin 2001 sous le nom de communauté de communes de la région d'Albert - Acheux en Amiénois et Bray-sur-Somme , et auquel la commune avait transféré un certain nombre de ses compétences, dans les conditions déterminées par le code général des collectivités territoriales.

### Tendances politiques et résultats
Lors du premier tour des élections municipales de 2014 dans la Somme, la liste UDI menée par le maiure sortant Stéphane Demilly  obtient la majorité absolue des suffrages exprimés avec 3 675 voix (80,06 %, 27 conseillers municipaux élus dont 22 communautaires), devançant très largement celle PCF-PS-EELV menée par Jean-Pierre Dannel , qui a recueilli 915 voix (19,93 %, 2 conseillers municipaux et communautaires élus).
Lors de ce scrutin, 35,95 % des électeurs se sont abstenus.
Lors du premier tour des élections municipales de 2020 dans la Somme, la liste UDI de la majorité sortante menée par Stéphane Demilly  obtient la majorité absolue des suffrages exprimés, avec 1 618 voix (50,96 %, 22 conseillers municipaux élus dont 19 communautaires), devançant très largement celles menées respectivement par,: 

- l'ancien maire-adjoint Éric Coulon (DVD, 910 voix, 28,66 % 4 conseillers municipaux élus dont 3 communautaires) 

- Romain Mareen (PS-PCF, 647 voix, 20,38 %3 conseillers municipaux élus dont 2 communautaires).

Lors de ce scrutin marqué par la pandémie de Covid-19 en France, 54,04 % des électeurs se sont abstenus.

### Jumelages et villes marraines de guerre
| - Aldenhoven (Allemagne) depuis 1981 - en Rhénanie-du-Nord-Westphalie à environ 300 km - Niesky (Allemagne) depuis 1964 - en Saxe (à 100 km à l'est de Dresde) à environ 1 100 km - Ulverston (Angleterre) depuis 1976 - près de Barrow-in-Furness, comté de Cumbria dans l'Angleterre du Nord-Ouest à environ 800 km Outre ses villes jumelées, Albert honore les villes marraines de sa reconstruction après la Première Guerre mondiale : Aïn Témouchent (Algérie), Birmingham (Grande-Bretagne), Bordeaux (France) et Tien-Tsin - devenue Tianjin (Chine), par des noms de rues, une fontaine d'Aïn Temouchent dans le jardin public, des fresques dans l'hôtel de ville et les armoiries de Birmingham sur un bâtiment de l'hôpital (le pavillon de Birmingham), rue de Tien-Tsin. | \| Aldenhoven Niesky Ulverston Albert \| |
| Aldenhoven Niesky Ulverston Albert |                                          |

## Équipements et services publics

### Eau et déchets
La station d'épuration, entre Albert et Méaulte / Dernancourt, en rive droite de l'Ancre, a été refaite en 2010 pour un coût de 7,5 M d'euros. Datant initialement de 1972, elle a une capacité de 24,000 équivalents habitants, pour une taille d'agglomération de 26,117 équivalents habitants en 2010, derrière un réseau d'assainissement unitaire de dix déversoirs d'orage et d'une dizaine de postes de relèvement.

### Enseignement
En 2008, la ville compte six écoles maternelles, cinq écoles primaires, trois collèges, un lycée d'enseignement général et technologique et un lycée professionnel. Le lycée Lamarck assure également deux formations de BTS tertiaire (N.R.C.) et industriel (C.R.S.A.). Il fait partie du Greta des Hauts de Somme dont le siège est à Péronne.
Pour l'enseignement pré-élémentaire et élémentaire, les écoles d'Albert relèvent de la circonscription de Doullens et de l'inspection académique de la Somme. Pour l'enseignement secondaire, les établissements d'Albert relèvent de l'inspection académique de la Somme et du rectorat de l'Académie d'Amiens.
Les écoles maternelles et primaires sont :
- école maternelle Pauline-Kergomard ;
- école maternelle et primaire Alphonse-Daudet ;
- école maternelle et primaire Jules-Ferry ;
- école maternelle et primaire Paul-Langevin ;
- école primaire Anatole-France ;
- école maternelle et primaire de la Sainte-Famille (privée).

En 2019, le restaurant scolaire alimente chaque jour scolaire 260 à 270 élèves des écoles maternelle et primaire publiques de la commune.
La ville accueille en 2009 les trois collèges suivants :
- collège Pierre-et-Marie-Curie[79] ;
- collège Jean-Moulin ;
- collège privé Charles-de-Foucauld[80].

La ville compte également la cité scolaire Lamarck : lycée des métiers (bac général, technologique et professionnel + brevet de technicien supérieur), Greta.

### Équipements culturels
On peut noter :
- Cinéma Le Casino[81]
- Théâtre du Jeu de Paume
- Café-Théâtre L'Escalier du Rire
- École de musique Maurice-André
- École de cornemuse du Pays du Coquelicot
- École de danse Dissidance
- Bibliothèque - médiathèque d'Albert gérée par la communauté de communes du Pays du Coquelicot.

### Équipements sportifs
- Gymnase Curie
- Gymnase Hurtu
- Gymnase Langevin
- Piscine municipale couverte dite « piscine Caneton » : bassin 25 m × 10 m, quatre couloirs[82].
- Stade Henry-Potez
- Stade du Vélodrome
- Stand de tir
- Courts de tennis (dont trois courts couverts)[83]
- Practice de golf
- Terrain de ballon au poing (devant le théâtre du Jeu-de-Paume).

## Population et société

### Démographie
Les habitants d'Albert s'appellent les Albertin(e)s. La commune d'Albert a connu un triplement de sa population au cours du XIXe siècle grâce à l'industrialisation, elle est aujourd'hui en déclin démographique.

#### Évolution démographique
L'évolution du nombre d'habitants est connue à travers les recensements de la population effectués dans la commune depuis 1793. Pour les communes de moins de 10 000 habitants, une enquête de recensement portant sur toute la population est réalisée tous les cinq ans, les populations de référence des années intermédiaires étant quant à elles estimées par interpolation ou extrapolation. Pour la commune, le premier recensement exhaustif entrant dans le cadre du nouveau dispositif a été réalisé en 2007.

En 2022, la commune comptait 9 658 habitants, en évolution de −2,94 % par rapport à 2016 (Somme : −1,26 %, France hors Mayotte : +2,11 %).
| 1793  | 1800  | 1806  | 1821  | 1831  | 1836  | 1841  | 1846  | 1851  |
| ----- | ----- | ----- | ----- | ----- | ----- | ----- | ----- | ----- |
| 2 000 | 1 936 | 1 997 | 2 299 | 2 668 | 2 542 | 2 828 | 3 391 | 3 507 |

| 1856  | 1861  | 1866  | 1872  | 1876  | 1881  | 1886  | 1891  | 1896  |
| ----- | ----- | ----- | ----- | ----- | ----- | ----- | ----- | ----- |
| 3 569 | 3 806 | 4 019 | 4 259 | 4 500 | 5 473 | 5 821 | 6 169 | 6 743 |

| 1901  | 1906  | 1911  | 1921  | 1926  | 1931  | 1936  | 1946  | 1954  |
| ----- | ----- | ----- | ----- | ----- | ----- | ----- | ----- | ----- |
| 7 348 | 7 046 | 7 343 | 3 040 | 6 720 | 8 309 | 9 255 | 8 900 | 8 991 |

| 1962   | 1968   | 1975   | 1982   | 1990   | 1999   | 2006   | 2007   | 2012  |
| ------ | ------ | ------ | ------ | ------ | ------ | ------ | ------ | ----- |
| 10 247 | 10 960 | 11 784 | 10 894 | 10 010 | 10 065 | 10 079 | 10 027 | 9 899 |

| 2017  | 2022  | - | - | - | - | - | - | - |
| ----- | ----- | - | - | - | - | - | - | - |
| 9 928 | 9 658 | - | - | - | - | - | - | - |

#### Pyramide des âges
En 2018, le taux de personnes d'un âge inférieur à 30 ans s'élève à 35,1 %, soit en dessous de la moyenne départementale (36,4 %). À l'inverse, le taux de personnes d'âge supérieur à 60 ans est de 29,4 % la même année, alors qu'il est de 26,0 % au niveau départemental.
En 2018, la commune comptait 4 507 hommes pour 5 303 femmes, soit un taux de 54,06 % de femmes, largement supérieur au taux départemental (51,49 %).
Les pyramides des âges de la commune et du département s'établissent comme suit.
| Hommes | Classe d’âge | Femmes |
| ------ | ------------ | ------ |
| 0,8    | 90 ou +      | 2,6    |
| 8,7    | 75-89 ans    | 13,5   |
| 15,2   | 60-74 ans    | 17,1   |
| 18,1   | 45-59 ans    | 17,6   |
| 20,3   | 30-44 ans    | 15,6   |
| 19,1   | 15-29 ans    | 15,7   |
| 17,7   | 0-14 ans     | 17,8   |

| Hommes | Classe d’âge | Femmes |
| ------ | ------------ | ------ |
| 0,6    | 90 ou +      | 1,8    |
| 6,7    | 75-89 ans    | 9,4    |
| 17,2   | 60-74 ans    | 18,1   |
| 19,8   | 45-59 ans    | 19,1   |
| 18,2   | 30-44 ans    | 17,5   |
| 19,4   | 15-29 ans    | 18     |
| 18,2   | 0-14 ans     | 16,2   |

#### Manifestations culturelles et festivités
- Cérémonies commémoratives du 1er juillet 1916 (début de la bataille de la Somme) : concerts de cornemuse place d'Armes
- Le Festival international du film animalier : créé en 1991, c'est la plus importante manifestation culturelle de la ville. Il se déroule tous les ans au mois de mars durant une semaine.

- La bourse multi-modélisme, dont la 9e édition a eu lieu en octobre 2019 avec vingt-cinq exposants[90].
- La kermesse-réderie, dont la 17e édition a eu lieu le 31 août 2019[91].
- L'aéroport d'Albert-Picardie a accueilli, le samedi 7 juin 2008, un meeting aérien auquel a participé la Patrouille de France.

## Économie
L'économie albertine repose essentiellement sur la mono-industrie liée à l'aéronautique. Pour enrayer le déclin économique et démographique de la ville, après l'abandon de la production de machines-outils dans les années 1980, les entreprises restantes se sont regroupées au sein du Pôle hydraulique et mécanique d'Albert (P.H.M.A.) : vingt-cinq en 2008 pour 3 000 emplois environ.
Le centre-ville concentre les activités commerciales de détail, les activités bancaires, médicales, culturelles et scolaires. Il accueille le marché tous les samedis matin. Dans les zones d'activités de la périphérie, se sont installées les activités industrielles, le commerce de gros, les grandes surfaces commerciales et des activités artisanales.
Par les activités de services qu'elle offre, la ville d'Albert polarise le Pays du Coquelicot.
Dans le canton, la commune voisine de Méaulte abrite un site d'activités aéronautiques EADS du groupe Aerolia sous-traitant d'Airbus Industrie, anciennement site Airbus jusqu'au 5 janvier 2009.
La ville possède deux zones industrielles (Nord et Sud) et un tissu commercial, artisanal et bancaire diversifié en centre-ville et en expansion dans une zone commerciale en périphérie.

## Culture locale et patrimoine

### Lieux et monuments
- La basilique ; 
La basilique Notre-Dame de Brebières, édifiée de 1885 à 1895 en style néo-byzantin par l'architecte Edmond Duthoit[95] et reconstruite après les destructions de la Première Guerre mondiale[96] par son fils Louis Duthoit, est le principal monument de la ville.  Classé MH (2004) : basilique, sacristies et chapelle des catéchistes, en totalité.

Elle est dotée d'un orgue, inauguré en novembre 1959, et qui dispose de trois claviers et 1 944 tuyaux,.
- L'Hôtel de ville : 
L'Hôtel de ville d'Albert de style art déco, inspiré du style flamand, est un édifice de vastes dimensions dominant la place Émile Leturcq. Oeuvre des architectes Mainneval et Alexandre Miniac, il a été inauguré en 1932 par le président de la République, Albert Lebrun, Sainte-Marie Verrier étant maire. Son beffroi culmine à 64 mètres de hauteur.  Classé MH (2023) : il est classé aux Monuments Historiques par arrêté du 12 décembre 2023.

- Théâtre du jeu de paume : 
Le théâtre du jeu de paume construit dans les années 1990, à l'emplacement d'un ancien terrain de jeu de paume, c'est un lieu de spectacles et d'exposition pour le canton, il est particulièrement utilisé pour le festival international du film animalier au début du printemps. Il dispose d'une salle modulable de six-cents places.
- Gare d'Albert : 
La gare d'Albert a été reconstruite par Gustave Umbdenstock après la Grande Guerre et inaugurée en 1925. C'est un bâtiment en brique surmonté d'un clocheton. Dans la salle des pas perdus rénovée est suspendu un avion Potez 36/14 construit dans l'usine d'aviation de Méaulte proche d'Albert[99].

- La maison du docteur Eugène Fernet (au 18, rue de Birmingham) est classé aux Monuments Historiques depuis 2022, notamment les fresques de Raymond Moritz.

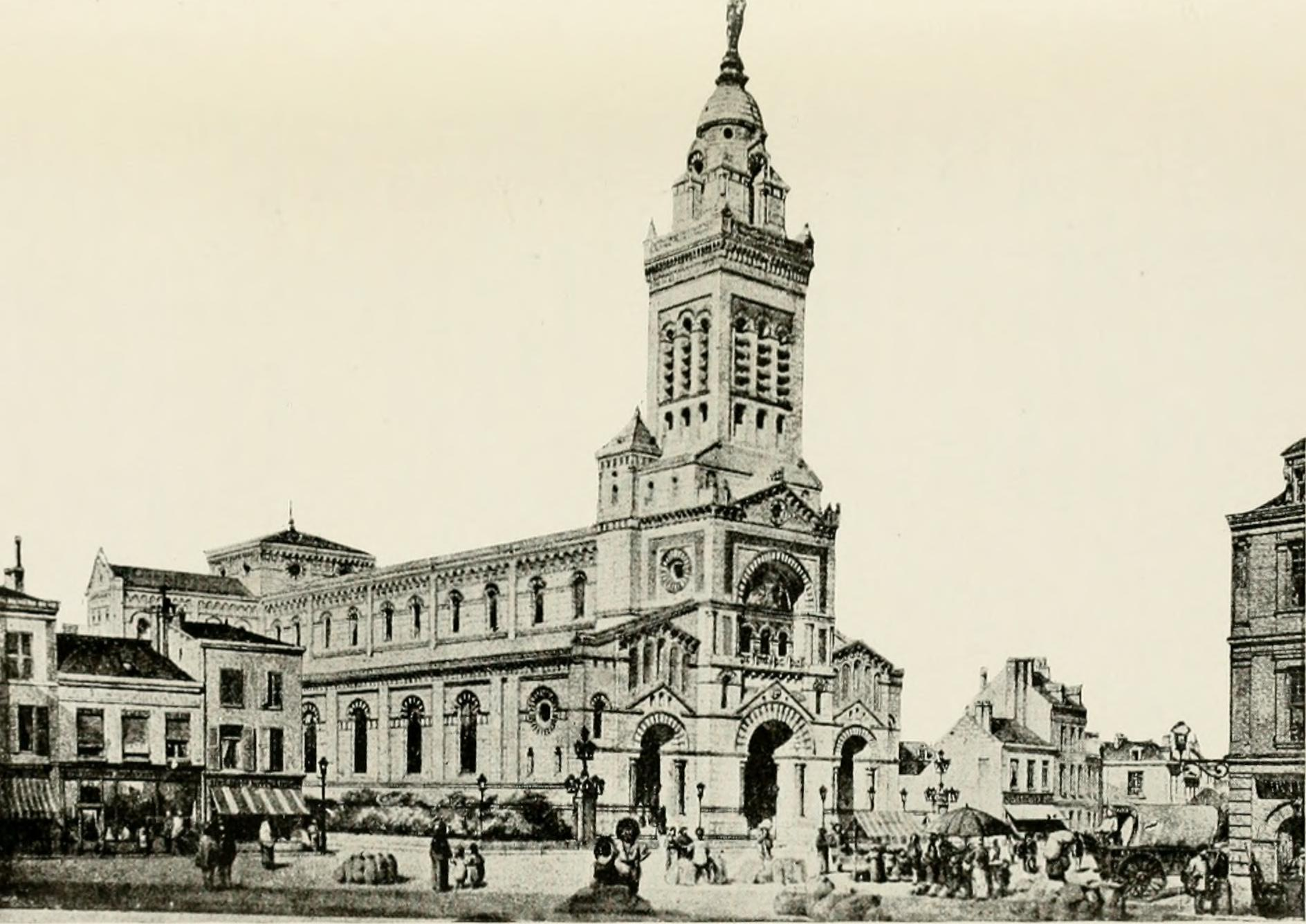
La basilique, avant la Première Guerre mondiale.
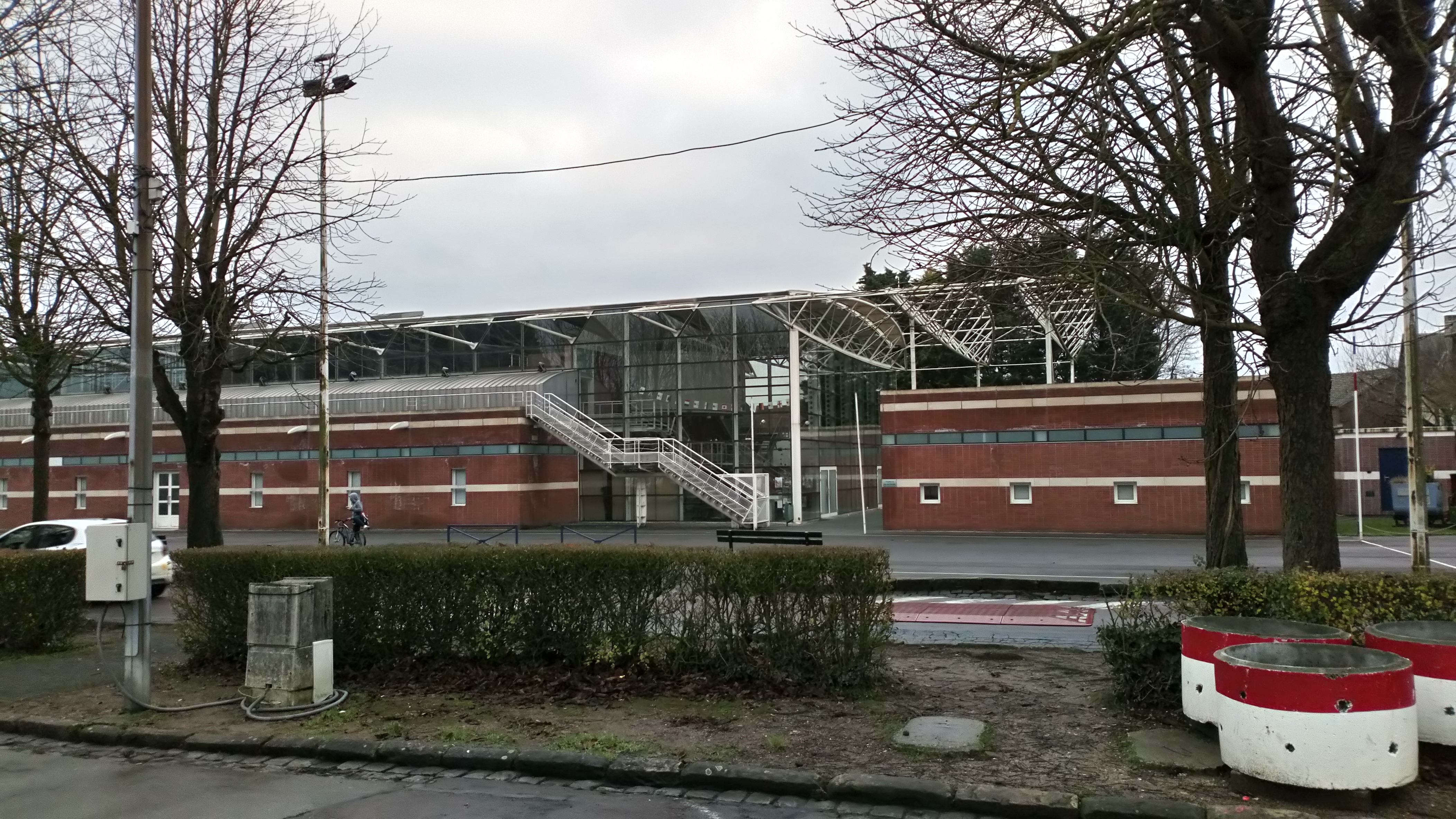
Le théâtre du Jeu de paume.
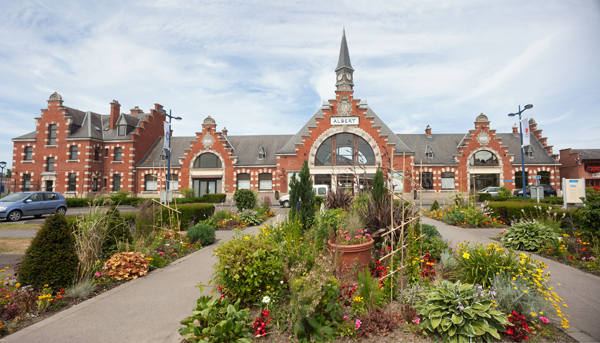
La gare d'Albert.
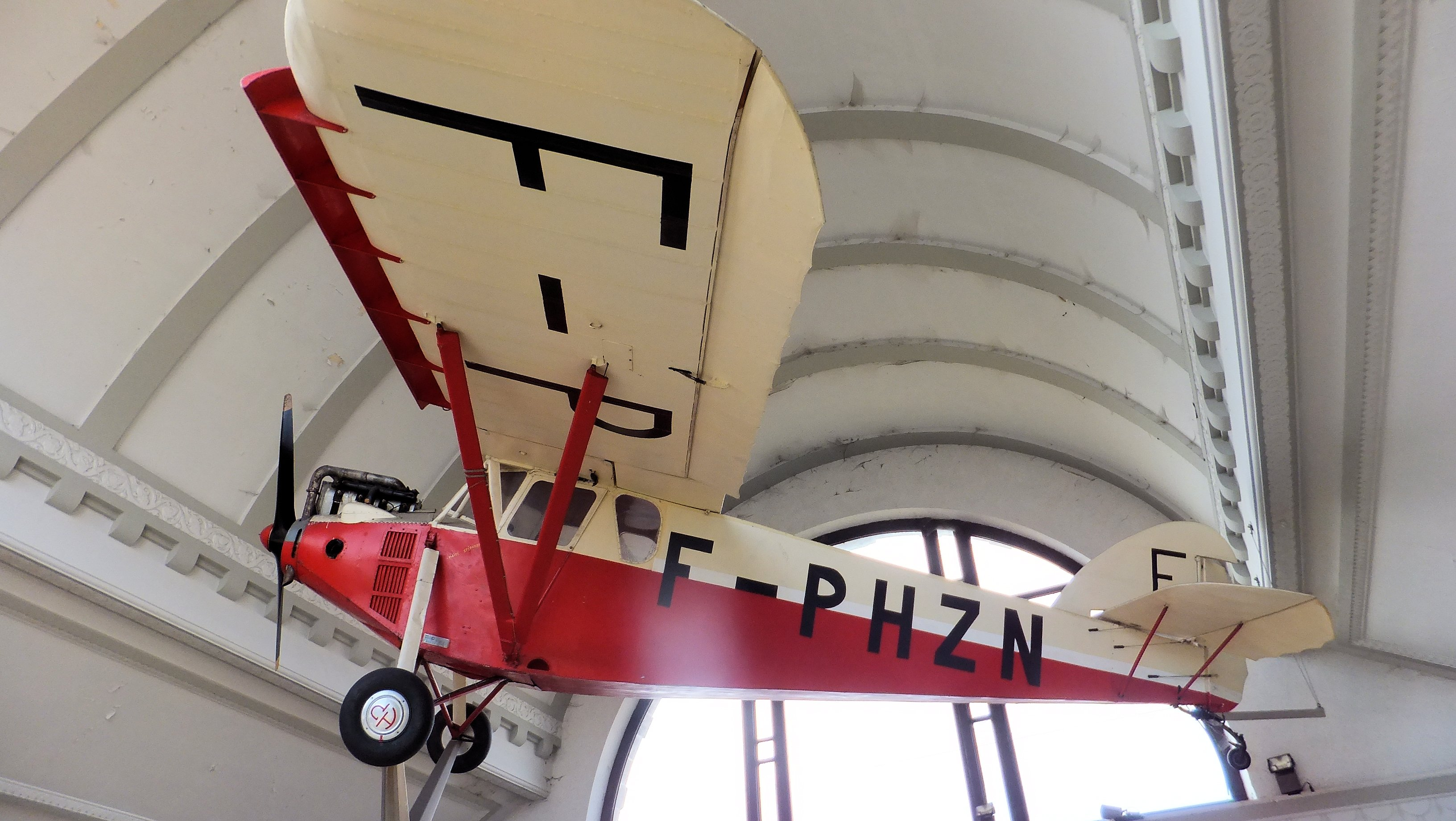
Potez 36 installé en hauteur dans la salle des pas perdus de la gare d'Albert.

### Musées
- Le musée de l'épopée et de l'industrie aéronautique[100] d'Albert ouvre ses portes au public le 4 mai 2024[101],[102]. Créé en 1997, il est situé dans le parc d'activités André-Liné, rue de l'Industrie à la sortie sud de la ville, en direction d'Amiens, en face de l'entreprise Bétrancourt. Il a été fondé par l'Association de l'épopée industrielle et aéronautique d'Albert et comprend des collections réunies par Marc Bétrancourt.

Le musée s'étend sur un parc de deux hectares dans lequel on peut découvrir une collection d'avions provenant d'un musée nancéien : plus d'une cinquantaine d'engins volants (avions, hélicoptères, planeurs) dont une Caravelle, un Dakota C 47 et de nombreux documents qui retracent l'aventure de l'aéronautique.
Le musée renferme également de nombreux objets fabriqués par l'industrie albertine du début du XXe siècle : machines à coudre, bicyclettes, motos, jouets, machines-outils etc. Le musée a reçu en 2018 le prix Proscitec de la Société Industrielle du Nord de la France, consacré à l'épopée de l'industrie et de l'aéronautique.
- Musée « Somme 1916 » :
Le musée « Somme 1916 », rue Anicet-Godin , anciennement musée des Abris, est aménagé dans un souterrain de défense civile et présente la vie dans les tranchées pendant la Première Guerre mondiale[104],[105],[106],[107].

#### Mémoriaux et lieux commémoratifs
- Monument aux morts : 
Avant la Première Guerre mondiale, deux monuments commémorant la Guerre franco-allemande de 1870 s'élevaient à Albert, l'un, le Monument patriotique en l'honneur de la libération de la ville, le 14 janvier 1871, par le général Faidherbe et l'Armée du Nord édifié en 1900, place Faidherbe (actuelle place Émile-Leturcq)[108], l'autre, en hommage aux dix-neuf hommes de la ville et du canton morts pendant la guerre, érigé dans le cimetière communal. Ils furent tous deux détruits pendant la Grande Guerre. Le 30 mars 1934, le conseil municipal décida d'employer une partie des dommages de guerre versés pour la reconstruction à l'édification d'un seul monument square du Souvenir[109].

Ce nouveau monument aux morts d'Albert est l'œuvre de Charles Gern, sculpteur originaire de Kaiserslautern (Allemagne – Land de Rhénanie-Palatinat). Édifié en 1936-1937, en pierre d'Euville, il a la forme d'un portique à quatre piliers supportant un entablement. Il est long de neuf mètres et haut de cinq. Sur le linteau est gravée l'inscription Albert, à ses morts. Sur les côtés deux bas-reliefs — œuvre du sculpteur de Malakoff, Pierre Fosses — représentent l'adieu (ou le départ pour la guerre) et le deuil. Au centre, la statue d'une femme majestueuse symbolise vraisemblablement la paix.
- Nécropole nationale d'Albert, route de Péronne : créée en 1923, elle regroupe 6 290 corps dont 2 879 en ossuaires parmi eux trois Britanniques[112].

- Albert Communal Cemetery Extension : Cimetière militaire britannique d'Albert
- Bapaume Post Military Cemetery, Albert
- Circuit du Souvenir

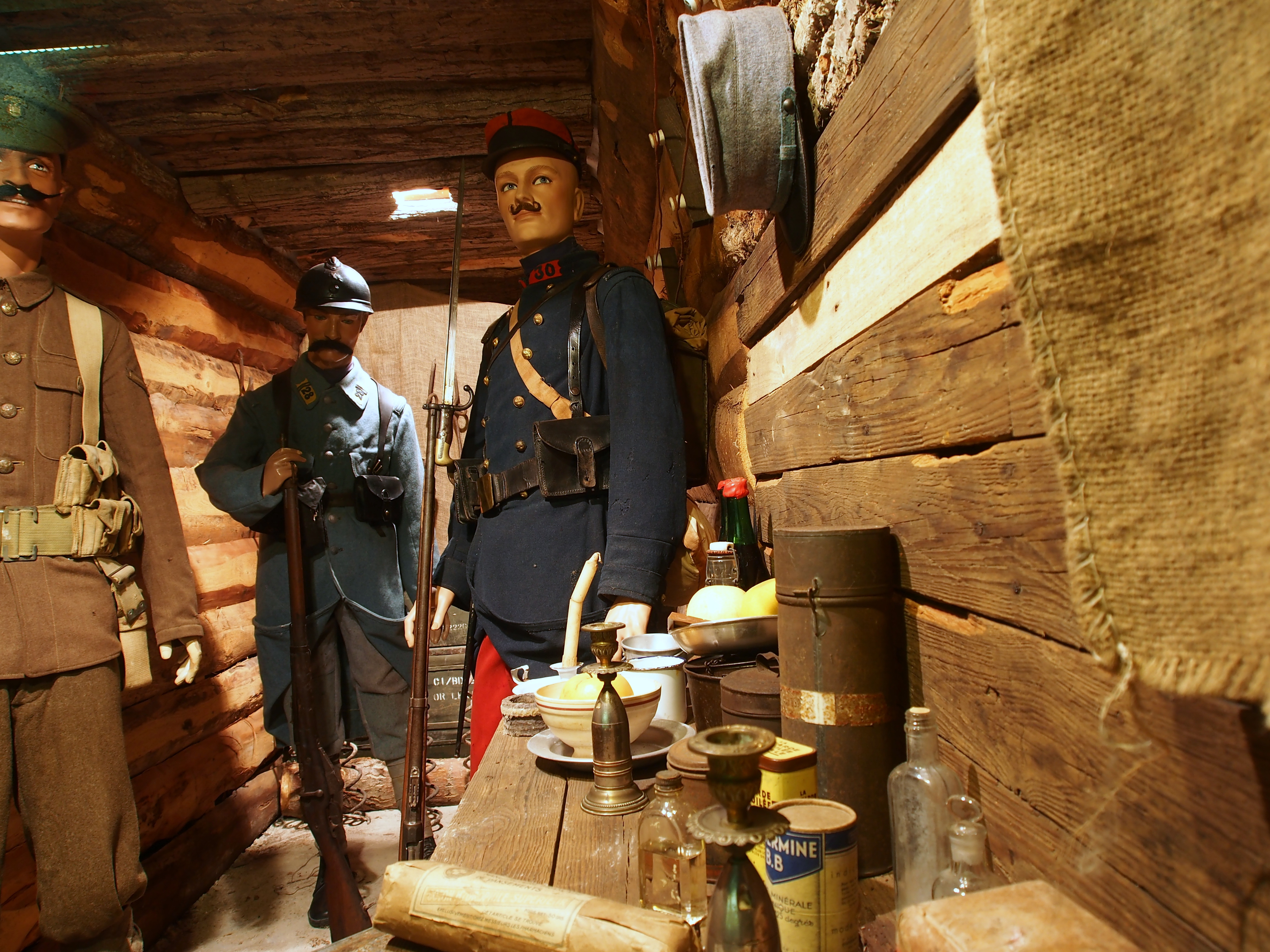
Le musée « Somme 1916 ».
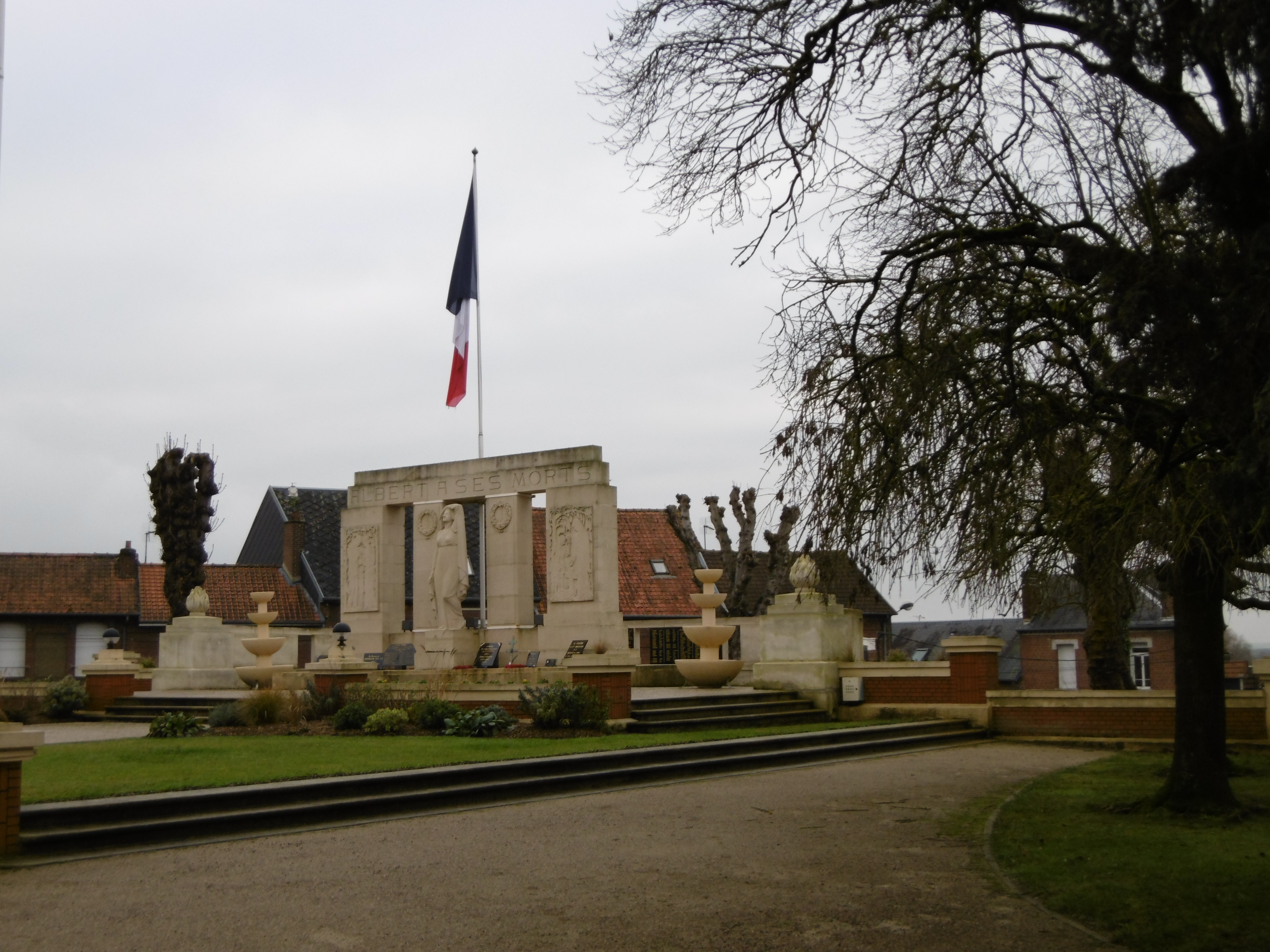
Le monument aux morts.
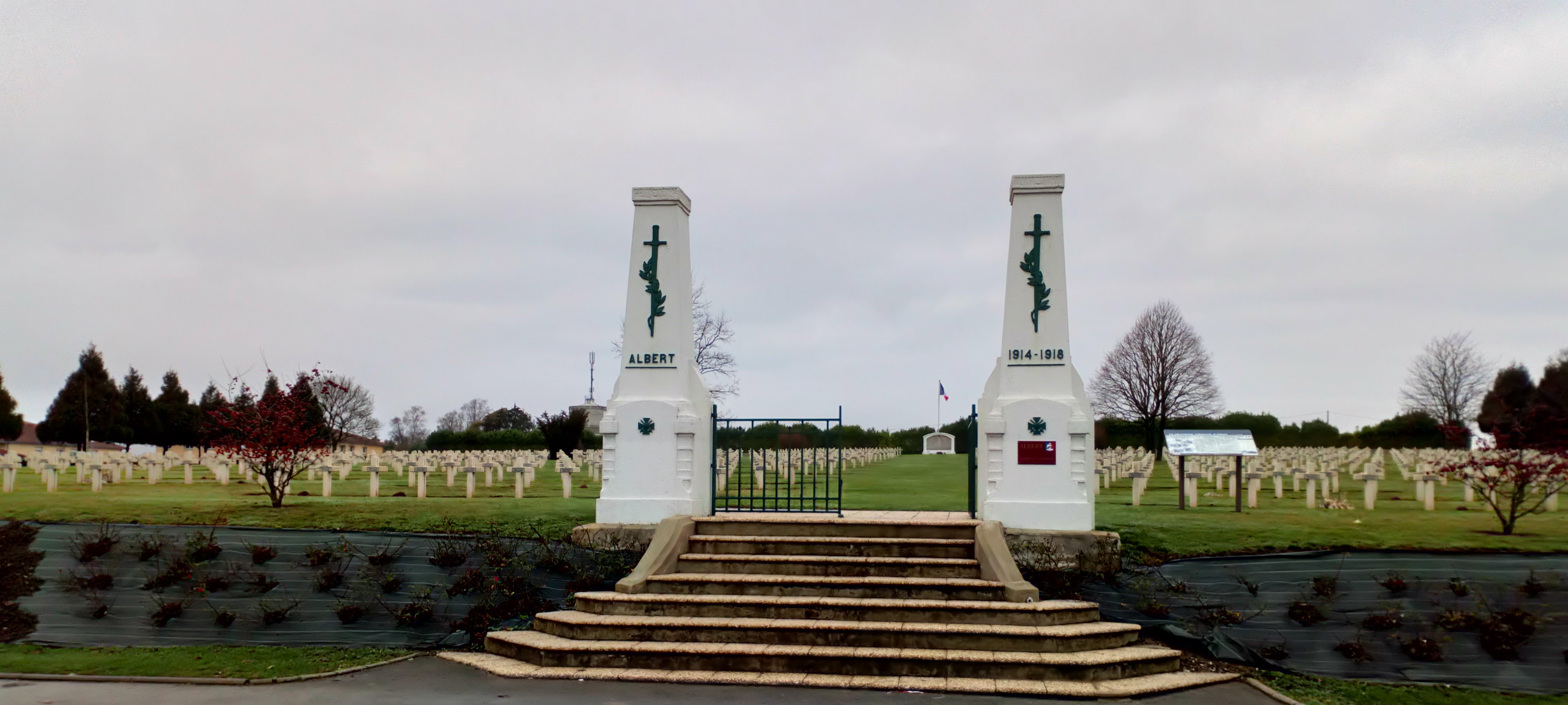
La nécropole nationale.

### Œuvres d'art

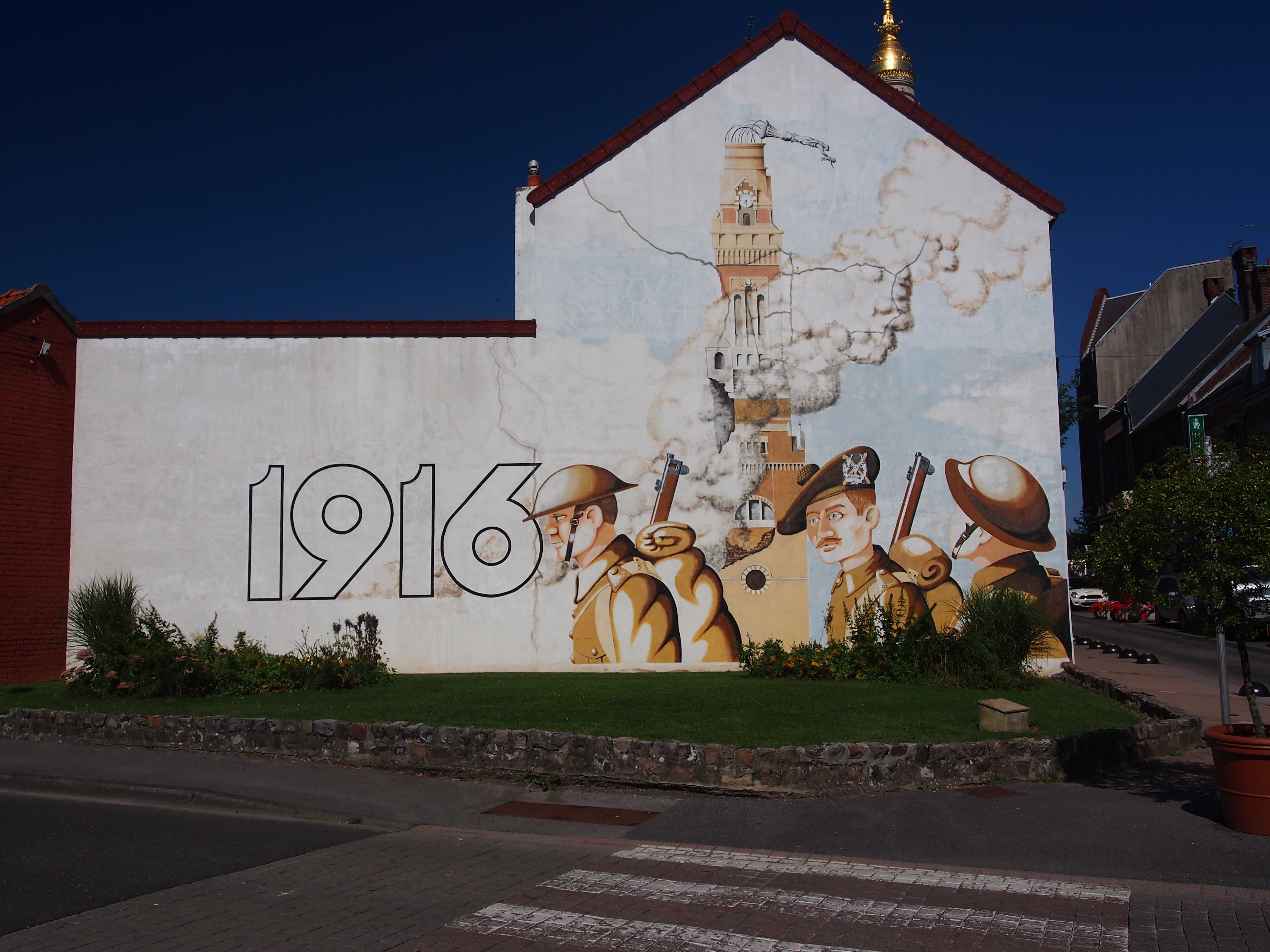
Albert, peinture murale d'Albert Mac Carton (1996).

- Le figuriniste Albert Mac Carton a peint sur le pignon d'une maison face à l'entrée du jardin public, La Vierge penchée inaugurée en juillet 1996 pour le quatre-vingtième anniversaire de la bataille de la Somme.
- La communauté de communes du Pays du Coquelicot a implanté de 2015 à 2019 dix « statues du souvenir » conçues par l'artiste Olivier Briquet de Bus-les-Artois, en résine imitant le bronze[113].
- Sculpture : bustes en bronze de deux anciens maires d'Albert, devant l'hôtel de ville, Albert Toulet, l'un des fondateurs de l'industrie métallurgique à Albert et maire de la ville de 1883 à 1887 et Émile Leturcq (1870-1930).

#### Jardin public

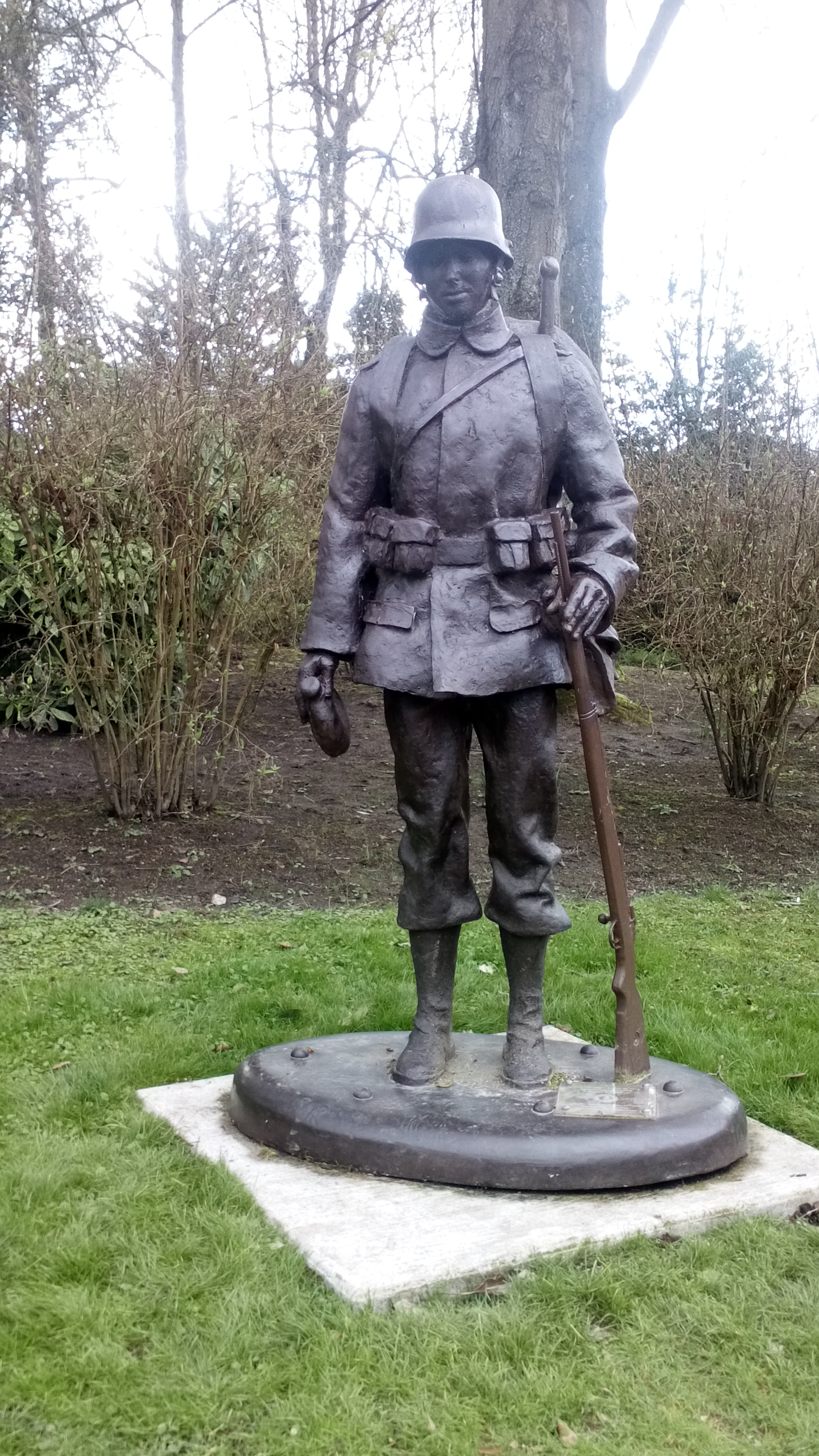
La statue du souvenir du jardin public.

Le jardin public de la ville a été aménagé par la municipalité dans la première moitié du XXe siècle, après la Grande Guerre. Il abrite un arboretum, un espace paysager, une chute d'eau avec cascade sur le cours de l'Ancre, un bassin et une rivière serpentine qui traversent le parc. Des grilles d'entrée et un kiosque à musique agrémentent cet espace bucolique. La sortie du musée « Somme 1916 » se fait par le jardin public.  Inscrit MH (2009) en totalité.
La sculpture Les Piliers de l'avenir érigée en novembre 2019, conçue par Véronique Champossin avec la participation avec d'artisans, artistes et enfants. Constituée de poteaux de briques dans lesquelles sont mentionnées en quatorze langues des messages de paix et de solidarité. Cette œuvre rappelle l'aide de quatre villes marraines ayant aidé à la reconstruction d'Albert après la guerre : Tianjin, en Chine, Aïn Témouchent en Algérie, Birmingham, au Royaume-Uni et Bordeaux

#### Étangs du Vélodrome
Les étangs du Vélodrome sont situés entre Albert et Aveluy, cet espace de loisirs se compose de trois étangs, d'un golf et de prairies. L'accès a été piétonnisé en 2012. Un site naturel protégé est en cours d'aménagement[Quand ?].

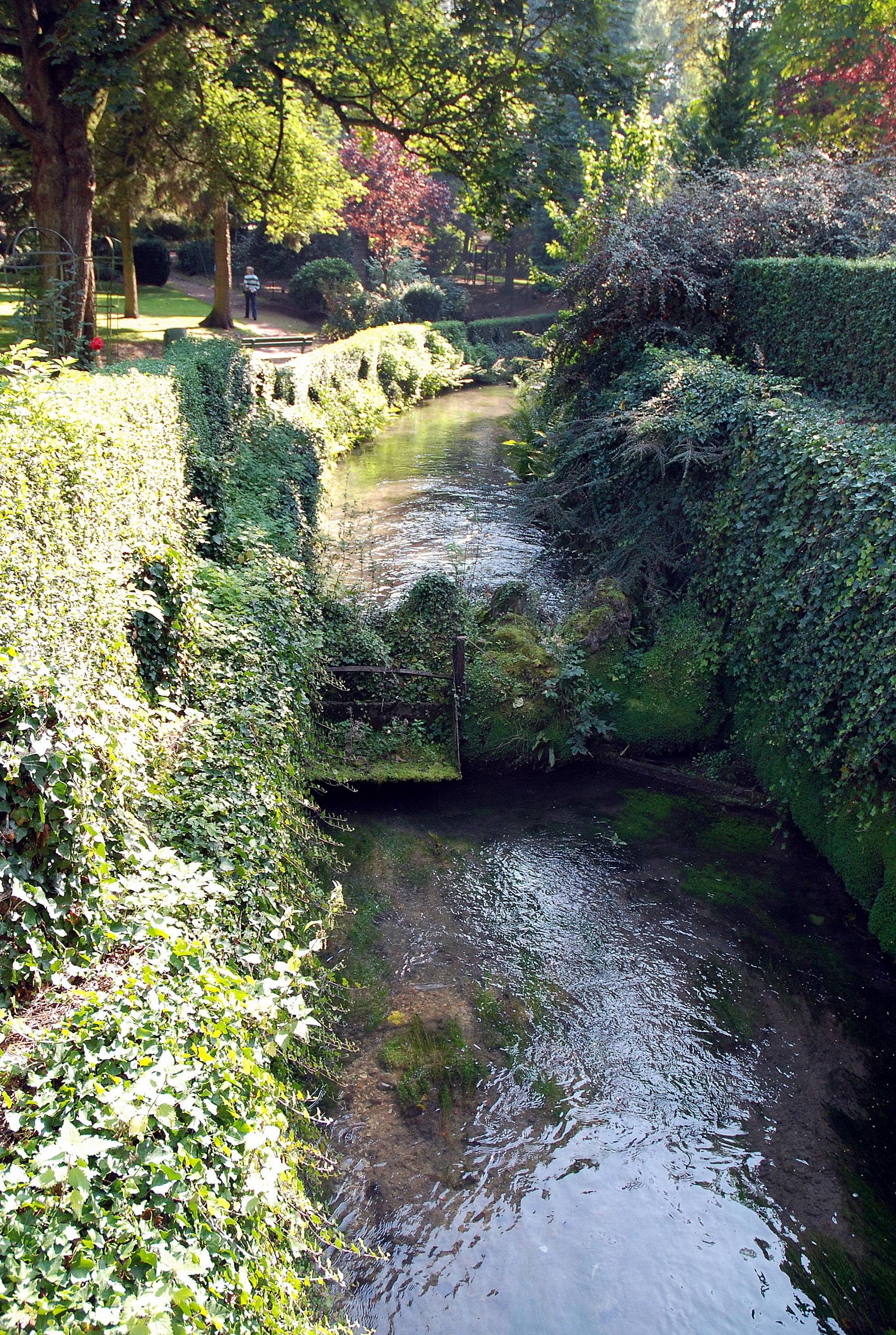
La rivière serpentine du jardin public.
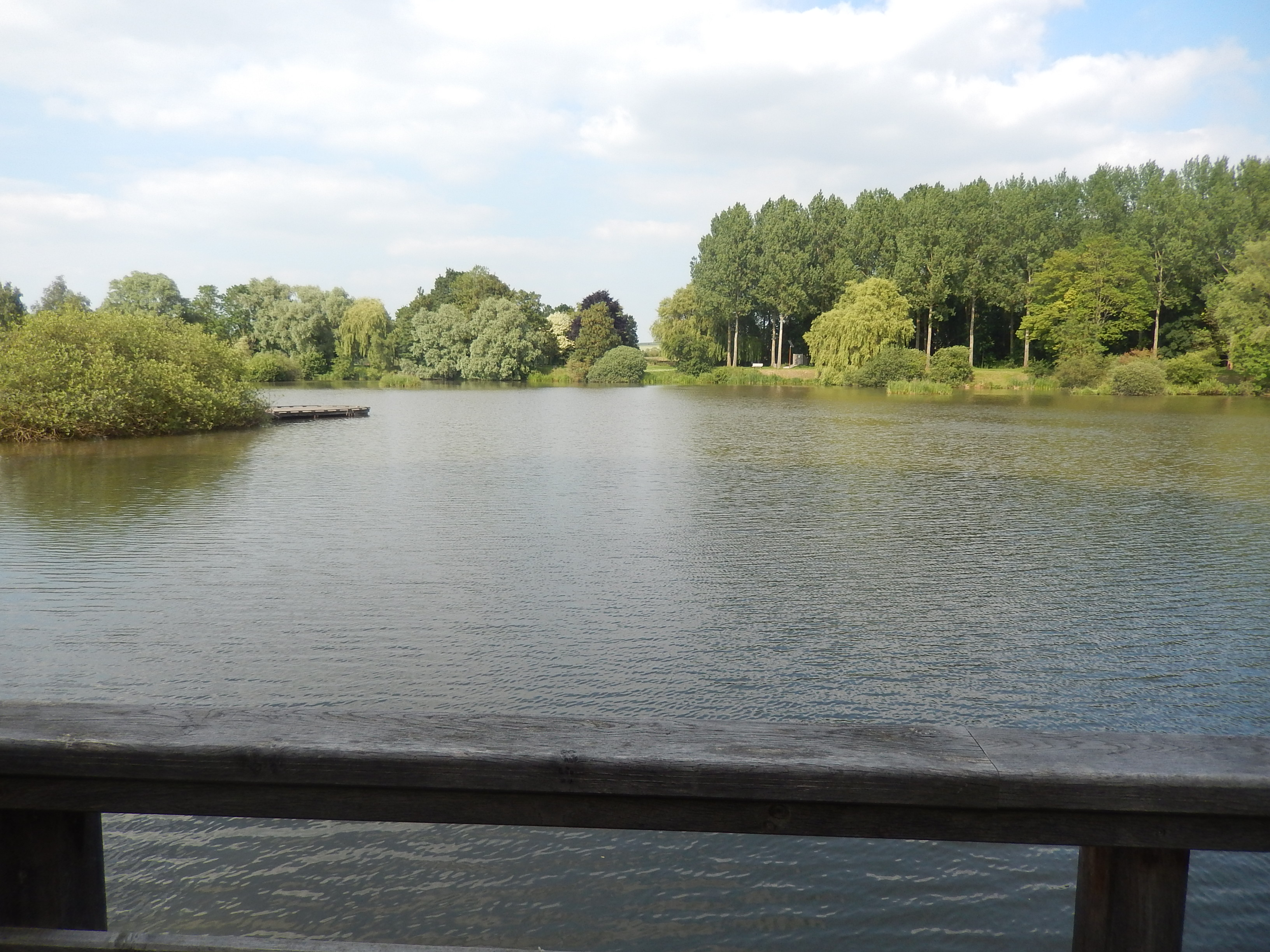
Un des étangs du vélodrome.

### Gastronomie
- La Gaufre d'Albert : en 1924, un Guadeloupéen, Saturnin Joachim, ouvrait, à Albert, un restaurant, face à la Basilique. Sur la façade on pouvait lire: « Aux gaufres d'Albert ». Saturnin Joachim confectionnait des gaufres sèches dans la pâte desquelles il ajoutait un petit plus personnel, son secret de fabrication.
En 1998, la confrérie de la Gaufre d'Albert est créée pour ressusciter cette spécialité locale dont la fabrication était abandonnée depuis 1957. Aujourd'hui, la Gaufre d'Albert est fabriquée par la ferme du Moulin à Authuille.
- Confiserie au coquelicot : la Biscuiterie du Coquelicot confectionne, à Albert, de la gelée, du sirop, des bonbons, des pâtes de fruit, des gaufrettes… au coquelicot.

### Encre et Albert dans les arts et la littérature
La ville est citée dans :
- Raoul de Cambrai, chanson de geste du Xe siècle, écrite par Bertolai de Laon et remaniée au XIIe siècle, fait mention d'Encre à plusieurs reprises ;
- en mai 1915, Théodore Botrel écrivit le poème La Vierge du clocher d'Albert, en hommage aux Bretons du 11e corps d'armée tombés au combat devant Albert. Disponible sur Wikisource ;
- Dans la B.D. La Ligne de front, Dargaud, 2004, de Manu Larcenet, une vignette représente la Vierge penchée et les rues d'Albert en ruine.

### Légendes et traditions

#### La statue miraculeuse
Selon une tradition immémoriale, un berger qui gardait son troupeau de moutons dans les environs immédiats d'Albert, constata, un jour, que ses brebis broutaient toujours au même endroit. Avec sa houlette, il fouilla le sol et découvrit une statue de la Vierge Marie avec l'enfant Jésus dans les bras. Cette statue « miraculeuse » prit le nom de Notre-Dame de Brebières. Une chapelle fut construite sous le vocable de Notre-Dame-des-Champs pour abriter la statue. Elle devint le lieu d'un important pèlerinage qui reçut la visite du roi Saint-Louis au XIIIe siècle, de Vincent de Paul en 1617 et de Fénelon… La chapelle vétuste fut démolie en 1728 et la statue de Notre-Dame de Brebières transférée dans l'église d'Albert.

#### «Quand la Vierge tombera, la guerre finira»
Pendant la Première Guerre mondiale, le 15 janvier 1915, un obus toucha le dôme du clocher de la basilique d'Albert soutenant la statue de la Vierge dorée. Celle-ci s'inclina, mais ne tomba pas. Elle resta suspendue au-dessus du sol,. La légende précise que les soldats britanniques disaient : « quand la Vierge d'Albert tombera, la guerre finira ». Ce qui se révéla presque exact. Le 16 avril 1918, un obus atteignit une nouvelle fois la statue qui s'écroula, cette fois-ci, sur le sol. Les photos représentant la Vierge penchée furent diffusées par les soldats britanniques et la presse dans le reste du monde.

### Personnages liés à la commune
- Jeanne d'Harcourt, épouse du seigneur d'Encre, Raoul III de Coucy. De 1411 à 1415, elle mit fin à des différends entre les seigneurs et la commune d'Encre dans le domaine financier et octroya à la commune le droit de louer des marais qu'elle possédait. Elle intervint également auprès du prieur pour qu'il fit réparer les remparts de la ville. Elle est considérée comme une bienfaitrice de la commune, aussi n'est-il pas étonnant que la principale rue commerçante de la ville porte son nom.
- Philippe Carette, Albertin qui avait eu sa maison détruite par l'armée espagnole en 1636. Réfugié à Amiens, il mena avec Michel Patou, autre Albertin et ses compagnons une série de coups de main qui affaiblirent les positions espagnoles lors du siège de Corbie : destruction de moulins, détournement de la rivière Boulangerie qui actionnait ces moulins, prise d'une demi-lune près de la porte à l'Image. Louis XIII accorda des exemptions d'impôts à Carette et ses compagnons. Une rue d'Albert porte son nom[117].
- Louis-Ghislain de Bouteville du Metz (ou Bouteville-Dumetz)[D 33] (1746-1821) échevin et président des tailles à Péronne, député de la Somme sous la Révolution française et le Consulat et commissaire du gouvernement en Belgique occupée de 1795 à 1797, y est né.
- Landry François Adrien François (1756-1837), homme politique, député de la Somme à la Convention.
- Antoine-Athanase Roux de Laborie[D 34] (1769-1842), fondateur avec les frères Bertin du Journal des Débats, homme politique sous la Révolution française, le Premier Empire et la Restauration, y est né[118].
- Jean Guyon (1794-1870), né à Albert, chirurgien de la Grande Armée puis médecin-inspecteur du service de santé en 1838. Il étudia les épidémies de fièvre jaune en Martinique, de choléra en Pologne. Ses nombreux mémoires furent publiés dans des revues scientifiques.
- Henri Daussy (1823-1895), né à Amiens et décédé à Albert. Clerc de notaire, puis avocat, il fut historien de la ville d'Albert[119].
- Eugénie Salanson (1836-1912), artiste peintre, y est née.
- Albert Toulet (1833-1887), industriel, maire d'Albert de 1883 à 1887, chevalier de la Légion d'Honneur.
- Jacques Hurtu (1835-1898), mécanicien, industriel, fabricant de machines à coudre, bicyclettes, motocyclettes et automobiles de la marque Hurtu. Conseiller municipal d'Albert, chevalier de la Légion d'Honneur.
- Alfred Toulet[D 15] (1839-1905), frère d'Albert Toulet, brasseur, conseiller d'arrondissement du canton d'Albert (1880-1886)  et député de la Somme (2e circ.) (1882-1885).
- Anicet Godin, né le 8 avril 1840 à Dompierre-sur-Authie, décédé à Albert le 7 mai 1913, curé-doyen d'Albert de 1882 à sa mort. Pendant son ministère, il fit démolir l'église paroissiale en 1884 et reconstruire à son emplacement, de 1885 à 1897, l'édifice en brique de vastes dimensions que nous connaissons aujourd'hui. L'église nouvelle reçut du pape Léon XIII, le titre de basilique mineure et Anicet Godin devint monseigneur Godin[120].
- Abel Pifre (1852-1928), inventeur, industriel, pionnier de la construction d'ascenseurs en France, maire d'Albert de 1919 à 1925, conseiller général de la Somme, officier de la Légion d'Honneur.
- Henri Hénon (1908-1985), industriel, constructeur de caravanes de loisirs, y est mort.
- Robert Solente, né à Mametz en 1908 fut professeur au collège d'Albert et adjoint au maire de 1947 à 1959. Grâce à son action militante, le collège d'Albert fut transformé en lycée et prit le nom de lycée Lamarck. Il fut président de la délégation spéciale nommée par décret du président de la République après à la dissolution du conseil municipal de Mametz. Il a écrit les ouvrages suivants : Essai généalogique. La famille Solente à Mametz et Lamarck biologiste. Il était chevalier de la Légion d'honneur. Une avenue d'Albert porte son nom.
- Jean-Pierre Chopin, né à Albert en 1950, écrivain, philosophe, essayiste, dramaturge et critique d'art, maire de Courcelles-sous-Moyencourt (Somme).
- Hardoc, pseudonyme de Vincent Lemaire, né à Albert le 18 février 1975, est dessinateur de bande dessinée depuis l'âge de quinze ans. En 1996, il a remporté l'Écureuil d'or qui récompense le meilleur jeune espoir au Festival international de la bande dessinée d'Angoulême. Il connait le succès avec la série La guerre des Lulus.
- Étienne Bacrot, né à Lille en 1983. Grand maître international (GMI) d'échecs français, a disputé à Albert de nombreux tournois (au théâtre du Jeu de Paume).
- Le vidéaste Michou (2001- ) y a vécu jusqu'à ses 18 ans.

### Héraldique
| Blason de Albert | Blason  | Burelé d'argent et de gueules de dix pièces. Ornements extérieurs - une ancre de marine. - croix de chevalier de la Légion d'honneur (1932) - Croix de guerre 1914-1918 avec palme. Citation à l'ordre de l'armée du 21 septembre 1919 et décret du 15 avril 1932 : « Ville héroïque qui pendant 29 mois fut en pleine zone de combat ; meurtrie par les bombardements, tombée pendant quelques semaines aux mains de l'envahisseur, voyant peu à peu ses foyers voués à la destruction, n'a cessé de garder la plus noble attitude. A bien mérité de la patrie ». Devise« vis mea ferrum », ce qui signifie: « ma force est dans le fer ». |
| Blason de Albert | Détails | Ce blason, dont la trace la plus ancienne se trouve sur un sceau de 1277, conservé dans les archives de la Chambre des Comptes de Lille, a été remplacé lors du renommage de la commune en Albert et sa transmission à Charles d'Albert de Luynes, par le blason de ce dernier. La commune porte à nouveau, depuis le XIXe siècle, son premier blason ; elle a adopté sa devise en 1874. Le statut officiel du blason reste à déterminer. |

## Pour approfondir